# Giro d'Itàlia de 2014
El Giro d'Itàlia de 2014 va ser la noranta-setena edició del Giro d'Itàlia i es disputà entre el 9 de maig i l'1 de juny de 2014, amb un recorregut de 3.449,9 km distribuïts en 21 etapes, dues d'elles contrarellotge individual i una per equips. Aquesta era la quinzena prova de l'UCI World Tour 2014. La sortida de la cursa es va fer per primera vegada des d'Irlanda del Nord, a Belfast, i després de tres etapes en què també es passava per Irlanda la cursa es traslladà fins a Giovinazzo, al sud d'Itàlia, la qual van seguir cap al nord, per finalitzar a Trieste.
El vencedor de la classificació general va ser el colombià Nairo Quintana (Movistar Team), que s'imposà per poc menys de tres minuts al seu compatriota Rigoberto Urán (Omega Pharma-Quick Step), en el que era la primera victòria colombiana en la general del Giro d'Itàlia. En tercera posició, completant el podi, acabà el sard Fabio Aru (Astana Qazaqstan Team).
En les classificacions secundàries Quintana també guanyà la dels joves, la dels punts fou per a Nacer Bouhanni (FDJ), la de muntanya per a Julián Arredondo (Trek Factory Racing), l'AG2R La Mondiale fou el millor equip per temps i l'Omega Pharma-Quick Step per punts.

## Recorregut
Aquesta edició del Giro d'Itàlia pren la sortida des de Belfast (Irlanda del Nord), amb una contrarellotge per equips. Després de tres etapes per l'illa d'Irlanda la cursa fa el primer dia de descans per traslladar-se fins al sud d'Itàlia, a Bari i iniciar el recorregut per terres italianes cap al nord. Després d'una primera etapa plana arriben les primeres dificultats muntanyoses, amb dues etapes de mitja muntanya, amb final a Viggiano i Montecassino. Les primeres etapes d'alta muntanya arriben en la vuitena etapa, amb final a Montecopiolo i tres ports de muntanya en els darrers 50 quilòmetres, i la novena, amb final al cim de Sestola, un port de 16 km i rampes de fins al 13% de desnivell, abans del segon dia de descans. En la segona setmana de cursa els ciclistes afrontaran la primera contrarellotge individual de la present edició i dues noves etapes d'alta muntanya, amb final al Santuari d'Oropa i Plan di Montecampione. Un tercer dia de descans donarà pas a la darrera setmana en què sols la darrera etapa, amb final a Trieste, és senzilla. Destaca l'etapa reina, una etapa que el 2013 es va haver de suspendre per neu, amb el pas pel Gavia, Stelvio (Cima Coppi) i final a Val Martello, la cronoescalada fins al monte Grappa i l'ascensió, el penúltim dia, al Zoncolan, una ascensió de 10,1 quilòmetres a l'11,9% de desnivell i punts de fins al 22%.

## Equips participants
Els 18 equips UCI ProTeams són automàticament convidats i obligats a prendre part de la cursa. Com a vencedor de la copa d'Itàlia de ciclisme en ruta del 2013 l'GW Erco Shimano fou convidat a participar en la cursa l'octubre de 2013. El 16 de gener de 2014 els organitzadors RCS Sport anunciaren les tres places que quedaven vacants, les quals havien estat escollides per votació en les xarxes socials a partir d'una llista de vuit equips professionals continentals. Les places foren atorgades als equips: Bardiani CSF, Colombia i Neri Sottoli.
| Núm.    | Codi | Equip                   |
| ------- | ---- | ----------------------- |
| 1-9     | AST  | Astana Qazaqstan Team   |
| 11-19   | ALM  | AG2R La Mondiale        |
| 21-29   | AND  | GW Erco Shimano         |
| 31-39   | BAR  | Bardiani CSF            |
| 41-49   | BEL  | Belkin Pro Cycling Team |
| 51-59   | BMC  | BMC Racing Team         |
| 61-69   | CAN  | Cannondale              |
| 71-79   | COL  | Colombia                |
| 81-89   | FDJ  | FDJ                     |
| 91-99   | GRS  | Garmin-Sharp            |
| 101-109 | LAM  | Lampre-Merida           |

| Núm.    | Codi | Equip                   |
| ------- | ---- | ----------------------- |
| 111-119 | LTB  | Lotto-Belisol           |
| 121-129 | MOV  | Movistar Team           |
| 131-139 | NRI  | Neri Sottoli            |
| 141-149 | OPQ  | Omega Pharma-Quick Step |
| 151-159 | OGE  | Orica-GreenEDGE         |
| 161-169 | EUC  | Team Europcar           |
| 171-179 | GIA  | Giant-Shimano           |
| 181-189 | KAT  | Team Katusha            |
| 191-199 | SKY  | Team Sky                |
| 201-209 | TCS  | Team Tinkoff-Saxo       |
| 211-219 | TFR  | Trek Factory Racing     |

## Favorits

### Per a la classificació general
En absència del vigent vencedor, Vincenzo Nibali, els dos principals favorits a la victòria final són el colombià Nairo Quintana (Movistar Team) i el català Joaquim Rodríguez (Team Katusha). Altres favorits a la victòria final poden ser el colombià Rigoberto Urán (Omega Pharma-Quick Step) i l'australià Cadel Evans (BMC Racing Team) segon i tercer en l'edició del 2013 o els ciclistes del (Garmin-Sharp) Ryder Hesjedal, vencedor el 2012, i Daniel Martin. Entre els ciclistes italians destaca la presència de Michele Scarponi (Astana Qazaqstan Team), Damiano Cunego (Lampre-Merida), Ivan Basso (Cannondale), Domenico Pozzovivo (AG2R La Mondiale) i Diego Ulissi (Lampre-Merida).

### Esprintadors
Marcel Kittel (Giant-Shimano), Nacer Bouhanni (FDJ) i Elia Viviani (Cannondale) seran els principals favorits entre els esprintadors. També hi seran presents: Michael Matthews (Orica-GreenEDGE), Francisco Ventoso (Movistar Team), Roberto Ferrari (Lampre-Merida), Alessandro Petacchi (Omega Pharma-Quick Step), Tyler Farrar (Garmin-Sharp) tots amb victòries d'etapa al Giro; però també els joves Luka Mezgec (Giant-Shimano), Davide Appollonio (AG2R La Mondiale) i Ben Swift (Team Sky).

## Etapes
| Etapa     | Data         | Recorregut                             |                           | km             | Vencedor d'etapa       | Líder de la classificació general |
| --------- | ------------ | -------------------------------------- | ------------------------- | -------------- | ---------------------- | --------------------------------- |
| 1a etapa  | Div.9 maig   | Belfast (GBR) – Belfast (GBR)          | Contrarellotge per equips | 21,7           | Orica-GreenEDGE (AUS)  | Svein Tuft (CAN)                  |
| 2a etapa  | Dis. 10 maig | Belfast (GBR) – Belfast (GBR)          | Etapa plana               | 218            | Marcel Kittel (GER)    | Michael Matthews (AUS)            |
| 3a etapa  | Diu. 11 maig | Armagh (GBR) – Dublín (IRL)            | Etapa plana               | 187            | Marcel Kittel (GER)    | Michael Matthews (AUS)            |
|           | Dil. 12 maig | Trasllat fins a Itàlia                 | Dia de descans            | Dia de descans | Dia de descans         | Dia de descans                    |
| 4a etapa  | Dim. 13 maig | Giovinazzo – Bari                      | Etapa plana               | 121            | Nacer Bouhanni (FRA)   | Michael Matthews (AUS)            |
| 5a etapa  | Dic. 14 maig | Tàrent – Viggiano                      | Etapa de mitja muntanya   | 200            | Diego Ulissi (ITA)     | Michael Matthews (AUS)            |
| 6a etapa  | Dij. 15 maig | Sassano – Montecassino                 | Etapa de mitja muntanya   | 257            | Michael Matthews (AUS) | Michael Matthews (AUS)            |
| 7a etapa  | Div. 16 maig | Frosinone – Foligno                    | Etapa plana               | 214            | Nacer Bouhanni (FRA)   | Michael Matthews (AUS)            |
| 8a etapa  | Dis. 17 mai  | Foligno – Montecopiolo                 | Etapa de mitja muntanya   | 174            | Diego Ulissi (ITA)     | Cadel Evans (AUS)                 |
| 9a etapa  | Diu. 18 maig | Lugo – Sestola                         | Etapa de mitja muntanya   | 174            | Pieter Weening (NED)   | Cadel Evans (AUS)                 |
|           | Dil. 19 maig |                                        | Dia de descans            | Dia de descans | Dia de descans         | Dia de descans                    |
| 10a etapa | Dim. 20 mai  | Mòdena – Salsomaggiore Terme           | Etapa plana               | 184            | Nacer Bouhanni (FRA)   | Cadel Evans (AUS)                 |
| 11a etapa | Dic. 21 maig | Collecchio – Savona                    | Etapa de mitja muntanya   | 249            | Michael Rogers (AUS)   | Cadel Evans (AUS)                 |
| 12a etapa | Dij. 22 maig | Barbaresco – Barolo                    | Contrarellotge individual | 46,4           | Rigoberto Urán (COL)   | Rigoberto Urán (COL)              |
| 13a etapa | Div. 23 maig | Fossano – Rivarolo Canavese            | Etapa plana               | 158            | Marco Canola (ITA)     | Rigoberto Urán (COL)              |
| 14a etapa | Dis. 24 maig | Agliè – Oropa                          | Etapa de muntanya         | 162            | Enrico Battaglin (ITA) | Rigoberto Urán (COL)              |
| 15a etapa | Diu. 25 maig | Valdengo – Plan di Montecampione       | Etapa de muntanya         | 217            | Fabio Aru (ITA)        | Rigoberto Urán (COL)              |
|           | Dil. 26 maig |                                        | Dia de descans            | Dia de descans | Dia de descans         | Dia de descans                    |
| 16a etapa | Dim. 27 maig | Ponte di Legno – Val Martello          | Etapa de muntanya         | 139            | Nairo Quintana (COL)   | Nairo Quintana (COL)              |
| 17a etapa | Dic. 28 maig | Sarnonico – Vittorio Veneto            | Etapa plana               | 204            | Stefano Pirazzi (ITA)  | Nairo Quintana (COL)              |
| 18a etapa | Dij. 29 maig | Belluno – Refugi Panarotta (Valsugana) | Etapa de muntanya         | 171            | Julián Arredondo (COL) | Nairo Quintana (COL)              |
| 19a etapa | Div. 30 maig | Bassano del Grappa – Monte Grappa      | Contrarellotge individual | 26,8           | Nairo Quintana (COL)   | Nairo Quintana (COL)              |
| 20a etapa | Dis. 31 maig | Maniago – Monte Zoncolan               | Etapa de muntanya         | 167            | Michael Rogers (AUS)   | Nairo Quintana (COL)              |
| 21a etapa | Diu. 1 juny  | Gemona del Friuli – Trieste            | Etapa plana               | 169            | Luka Mezgec (SLO)      | Nairo Quintana (COL)              |

### Etapa 1
9 de maig de 2014 — Belfast - Belfast, 21,7 km (CRE)
La primera etapa del Giro d'Itàlia de 2014 es disputa pels carrers de Belfast (Irlanda del Nord) sota la modalitat de contrarellotge per equips i un recorregut de 21,7 quilòmetres. El recorregut no presenta cap dificultat especial, més enllà dels habituals girs tancats en un traçat urbà. S'estableixen dos punts de control intermedis, als quilòmetres 7,9 i 15,3 d'etapa.
L'etapa va estar marcada per la fina pluja que va caure durant part de la seva disputa i que va deixar la carretera molt perillosa. La pluja va afectar els equips de manera diversa, sent el Garmin-Sharp el més perjudicat, en patir una caiguda múltiple de quatre dels seus corredors que obligà a abandonar al seu cap de files, Daniel Martin, amb una fractura de clavícula. Un altre dels perjudicats va ser el Team Katusha de Joaquim Rodríguez, que va perdre més d'un minut i mig respecte a l'Orica-GreenEDGE, vencedor de l'etapa. El canadenc Svein Tuft, primer del seu equip en travessar la línia d'arribada es vestí amb el primer mallot rosa.
|    | Equip                   | Temps   |
| -- | ----------------------- | ------- |
| 1  | Orica-GreenEDGE         | 24' 42" |
| 2  | Omega Pharma-Quick Step | + 5"    |
| 3  | BMC Racing Team         | + 7"    |
| 4  | Team Tinkoff-Saxo       | + 23"   |
| 5  | Team Sky                | + 35"   |
| 6  | Astana Qazaqstan Team   | + 38"   |
| 7  | Cannondale              | + 53"   |
| 8  | Movistar Team           | + 55"   |
| 9  | Giant-Shimano           | + 56"   |
| 10 | AG2R La Mondiale        | + 58"   |

|    | Ciclista                 | Equip                   | Temps   |
| -- | ------------------------ | ----------------------- | ------- |
| 1  | Svein Tuft (CAN)         | Orica-GreenEDGE         | 24' 42" |
| 2  | Luke Durbridge (AUS)     | Orica-GreenEDGE         | m. t.   |
| 3  | Pieter Weening (NED)     | Orica-GreenEDGE         | m. t.   |
| 4  | Cameron Meyer (AUS)      | Orica-GreenEDGE         | m. t.   |
| 5  | Michael Matthews (AUS)   | Orica-GreenEDGE         | m. t.   |
| 6  | Ivan Santaromita (ITA)   | Orica-GreenEDGE         | m. t.   |
| 7  | Pieter Serry (BEL)       | Omega Pharma-Quick Step | + 5"    |
| 8  | Gianluca Brambilla (ITA) | Omega Pharma-Quick Step | + 5"    |
| 9  | Rigoberto Urán (COL)     | Omega Pharma-Quick Step | + 5"    |
| 10 | Serge Pauwels (BEL)      | Omega Pharma-Quick Step | + 5"    |

### Etapa 2
10 de maig de 2014 — Belfast - Belfast, 218 km
Primera etapa en línia del Giro íntegrament per Irlanda del Nord, amb inici i fi a Belfast. D'inici el recorregut es dirigeix per l'interior de l'illa fins a trobar la costa nord i la Calçada del Gegant. A partir d'aquell punt se segueix la costa cap al sud fins a arribar novament a Belfast. El recorregut és totalment pla i sols hi ha dues cotes de quarta categoria, als quilòmetres 127 i 195.
El vent, el fred i la pluja van marcar l'etapa. Maarten Tjallingii (Belkin Pro Cycling Team), Jeffry Johan Romero (Colombia), Sander Armee (Lotto-Belisol) i Andrea Fedi (Neri Sottoli) protagonitzaren l'escapada del dia. Tot i arribar a tenir més de sis minuts sobre el gran grup finalment la victòria es va disputar a l'esprint. Marcel Kittel (Giant-Shimano) va ser el més ràpid, seguit per Nacer Bouhanni (FDJ) i Giacomo Nizzolo (Trek Factory Racing), mentre Michael Matthews (Orica-GreenEDGE) passà a ser el nou líder en produir-se un trencament durant l'esprint. Kittel es vestí el mallot dels punts i Tjallingi amb el de la muntanya.
|    | Ciclista                | Equip               | Temps      |
| -- | ----------------------- | ------------------- | ---------- |
| 1  | Marcel Kittel (GER)     | Giant-Shimano       | 5h 13' 12" |
| 2  | Nacer Bouhanni (FRA)    | FDJ                 | m. t.      |
| 3  | Giacomo Nizzolo (ITA)   | Trek Factory Racing | m. t.      |
| 4  | Elia Viviani (ITA)      | Cannondale          | m. t.      |
| 5  | Roberto Ferrari (ITA)   | Lampre-Merida       | m. t.      |
| 6  | Manuel Belletti (ITA)   | GW Erco Shimano     | m. t.      |
| 7  | Ben Swift (GBR)         | Team Sky            | m. t.      |
| 8  | Michael Matthews (AUS)  | Orica-GreenEDGE     | m. t.      |
| 9  | Davide Appollonio (ITA) | AG2R La Mondiale    | m. t.      |
| 10 | Tyler Farrar (USA)      | Garmin-Sharp        | m. t.      |

|    | Ciclista                  | Equip                   | Temps      |
| -- | ------------------------- | ----------------------- | ---------- |
| 1  | Michael Matthews (AUS)    | Orica-GreenEDGE         | 5h 37' 54" |
| 2  | Luke Durbridge (AUS)      | Orica-GreenEDGE         | + 3"       |
| 3  | Ivan Santaromita (ITA)    | Orica-GreenEDGE         | + 3"       |
| 4  | Svein Tuft (CAN)          | Orica-GreenEDGE         | + 3"       |
| 5  | Pieter Weening (NED)      | Orica-GreenEDGE         | + 3"       |
| 6  | Cameron Meyer (AUS)       | Orica-GreenEDGE         | + 3"       |
| 7  | Rigoberto Urán (COL)      | Omega Pharma-Quick Step | + 8"       |
| 8  | Gianluca Brambilla (ITA)  | Omega Pharma-Quick Step | + 8"       |
| 9  | Pieter Serry (BEL)        | Omega Pharma-Quick Step | + 8"       |
| 10 | Alessandro Petacchi (ITA) | Omega Pharma-Quick Step | + 8"       |

### Etapa 3

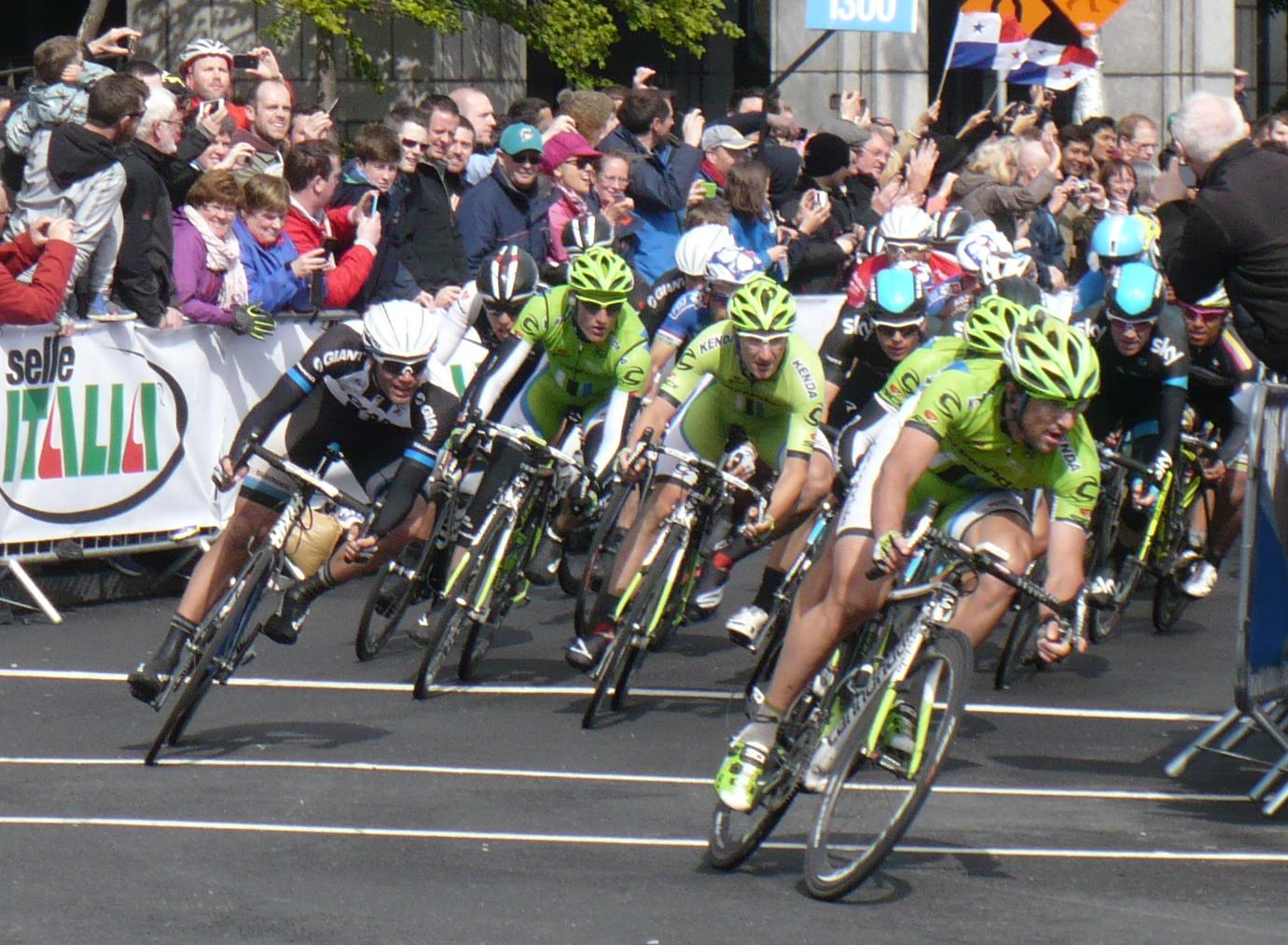
Cap del gran grup pels carrers de Dublín.

11 de maig de 2014 — Armagh - Dublín, 187 km
Darrera etapa per terres irlandeses, amb un recorregut força planer i sols dues petites cotes de quarta categoria durant el primer tram d'etapa, als quilòmetres 32 i 51. Després d'uns primers quilòmetres per Irlanda del Nord s'entra a la República d'Irlanda al quilòmetre 75. Poc després s'arriba a la costa est de l'illa i se segueix cap al sud fins a arribar a Dublín.
Nova etapa marcada pel vent, el fred i la pluja i una escapada formada al quilòmetre cinc per Miguel Ángel Rubiano (Colombia), Gert Dockx (Lotto-Belisol), Maarten Tjallingii (Belkin Pro Cycling Team) i Giorgo Cecchinel (Neri Sottoli), als quals se'ls uní poc després Yonder Godoy (GW Erco Shimano). Els escapats aconseguiren més de sis minuts, però foren neutralitzats a manca de set quilòmetres. Els nervis provocaren diverses caigudes, però cap d'elles tingué conseqüències en la general. Finalment la victòria es va disputar a l'esprint, amb una nova victòria de Marcel Kittel (Giant-Shimano), en aquesta ocasió superant per molt poc a Ben Swift (Team Sky). No hi ha canvis en les diferents classificacions.
|    | Ciclista                   | Equip               | Temps      |
| -- | -------------------------- | ------------------- | ---------- |
| 1  | Marcel Kittel (GER)        | Giant-Shimano       | 4h 28' 43" |
| 2  | Ben Swift (GBR)            | Team Sky            | m. t.      |
| 3  | Elia Viviani (ITA)         | Cannondale          | m. t.      |
| 4  | Davide Appollonio (ITA)    | AG2R La Mondiale    | m. t.      |
| 5  | Nacer Bouhanni (FRA)       | FDJ                 | m. t.      |
| 6  | Edvald Boasson Hagen (NOR) | Team Sky            | m. t.      |
| 7  | Roberto Ferrari (ITA)      | Lampre-Merida       | m. t.      |
| 8  | Edwin Ávila (COL)          | Colombia            | m. t.      |
| 9  | Giacomo Nizzolo (ITA)      | Trek Factory Racing | m. t.      |
| 10 | Tyler Farrar (USA)         | Garmin-Sharp        | m. t.      |

|    | Ciclista                  | Equip                   | Temps       |
| -- | ------------------------- | ----------------------- | ----------- |
| 1  | Michael Matthews (AUS)    | Orica-GreenEDGE         | 10h 06' 37" |
| 2  | Alessandro Petacchi (ITA) | Omega Pharma-Quick Step | + 8"        |
| 3  | Daniel Oss (ITA)          | BMC Racing Team         | + 10"       |
| 4  | Luke Durbridge (AUS)      | Orica-GreenEDGE         | + 14"       |
| 5  | Ivan Santaromita (ITA)    | Orica-GreenEDGE         | + 14"       |
| 6  | Svein Tuft (CAN)          | Orica-GreenEDGE         | + 14"       |
| 7  | Pieter Weening (NED)      | Orica-GreenEDGE         | + 14"       |
| 8  | Rigoberto Urán (COL)      | Omega Pharma-Quick Step | + 19"       |
| 9  | Pieter Serry (BEL)        | Omega Pharma-Quick Step | + 19"       |
| 10 | Serge Pauwels (BEL)       | Omega Pharma-Quick Step | + 19"       |

### Etapa 4
13 de maig de 2014 — Giovinazzo - Bari, 112 km
Primera etapa en territori italià i la més curta de les que es disputen en línia, amb tan sols 112 quilòmetres entre Giovinazzo i Bari. Un cop a Bari els ciclistes hauran de fer vuit voltes de 8,3 km per un circuit urbà.
Etapa disputada sota la pluja que va convertir el recorregut en una pista de patinatge. Per aquest motiu els ciclistes van decidir no disputar l'etapa, marxant a ritme de cicloturista, fins als darrers quilòmetres, quan després de negociacions amb els organitzadors van aconseguir que en la darrera volta no comptessin els temps. En l'esprint el més ràpid fou Nacer Bouhanni (FDJ), mentre en la general no es produïren canvis. Destaca l'absència de Marcel Kittel (Giant-Shimano) en la sortida afectat per un procés febril.
|    | Ciclista                | Equip               | Temps      |
| -- | ----------------------- | ------------------- | ---------- |
| 1  | Nacer Bouhanni (FRA)    | FDJ                 | 2h 22' 06" |
| 2  | Giacomo Nizzolo (ITA)   | Trek Factory Racing | m. t.      |
| 3  | Tom Veelers (NED)       | Giant-Shimano       | m. t.      |
| 4  | Roberto Ferrari (ITA)   | Lampre-Merida       | m. t.      |
| 5  | Elia Viviani (ITA)      | Cannondale          | m. t.      |
| 6  | Matteo Montaguti (ITA)  | AG2R La Mondiale    | m. t.      |
| 7  | Kenny Dehaes (BEL)      | Lotto-Belisol       | m. t.      |
| 8  | Luka Mezgec (SLO)       | Giant-Shimano       | m. t.      |
| 9  | Bert De Backer (BEL)    | Giant-Shimano       | m. t.      |
| 10 | Francesco Chicchi (ITA) | Neri Sottoli        | m. t.      |

|    | Ciclista                  | Equip                   | Temps       |
| -- | ------------------------- | ----------------------- | ----------- |
| 1  | Michael Matthews (AUS)    | Orica-GreenEDGE         | 12h 28' 43" |
| 2  | Alessandro Petacchi (ITA) | Omega Pharma-Quick Step | + 8"        |
| 3  | Daniel Oss (ITA)          | BMC Racing Team         | + 10"       |
| 4  | Ivan Santaromita (ITA)    | Orica-GreenEDGE         | + 14"       |
| 5  | Pieter Weening (NED)      | Orica-GreenEDGE         | + 14"       |
| 6  | Luke Durbridge (AUS)      | Orica-GreenEDGE         | + 14"       |
| 7  | Svein Tuft (CAN)          | Orica-GreenEDGE         | + 14"       |
| 8  | Serge Pauwels (BEL)       | Omega Pharma-Quick Step | + 19"       |
| 9  | Rigoberto Urán (COL)      | Omega Pharma-Quick Step | + 19"       |
| 10 | Julien Vermote (BEL)      | Omega Pharma-Quick Step | + 19"       |

### Etapa 5
14 de maig de 2014 — Tàrent - Viggiano, 203 km
Després d'uns primers 60 quilòmetres totalment plans seguint la costa del golf de Tàrent el recorregut deix la costa per dirigir-se a Viggiano, on s'arriba després d'haver superat tres petites cotes, el Valico d. Serra di San Chirico de tercera categoria (km 138), i dues de quarta ja en el tram final d'etapa, pels carrers de Viggiano (km 191) i en l'arribada, a la mateixa vila, amb dos quilòmetres finals al 6% de desnivell.
Al quilòmetre 15 es va formar l'escapada del dia integrada per onze ciclistes, la qual va arribar a tenir fins a sis minuts de diferència. Amb tot, l'empenta del gran grup, encapçalat pel Team Katusha, Team Sky, BMC Racing Team i Team Tinkoff-Saxo va fer que aquesta s'anés reduint i finalment Bjorn Thurau (Team Europcar) fou el darrer en ser neutralitzat, a 13 km de meta, poc abans de passar per primera vegada per Viggiano. Tot i que la pluja havia deixat molt lliscant la carretera, Gianluca Brambilla (Omega Pharma-Quick Step) s'escapà en el descens i. aconseguí fins a mig minut, però fou neutralitzat a manca d'un quilòmetre. El Team Katusha va imprimir un fort ritme en el darrer ascens i durant un instant es va trencar el grup de favorits, amb Daniel Moreno i Joaquim Rodríguez al capdavant, junt a Julián Arredondo (Trek Factory Racing) i Edvald Boasson Hagen (Team Sky). Finalment l'esforç del líder, Michael Matthews, va permetre unir-se tots els favorits. Diego Ulissi (Lampre-Merida) apareixent pel darrere va imposar-se clarament en l'etapa. En la general no es produí cap canvi significatiu.
|    | Ciclista                 | Equip                   | Temps      |
| -- | ------------------------ | ----------------------- | ---------- |
| 1  | Diego Ulissi (ITA)       | Lampre-Merida           | 5h 12' 39" |
| 2  | Cadel Evans (AUS)        | BMC Racing Team         | + 1"       |
| 3  | Julián Arredondo (COL)   | Trek Factory Racing     | + 1"       |
| 4  | Rigoberto Urán (COL)     | Omega Pharma-Quick Step | + 1"       |
| 5  | Rafał Majka (POL)        | Team Tinkoff-Saxo       | + 1"       |
| 6  | Michael Matthews (AUS)   | Orica-GreenEDGE         | + 1"       |
| 7  | Joaquim Rodríguez (CAT)  | Team Katusha            | + 1"       |
| 8  | Wilco Kelderman (NED)    | Belkin Pro Cycling Team | + 1"       |
| 9  | Domenico Pozzovivo (ITA) | AG2R La Mondiale        | + 1"       |
| 10 | Nairo Quintana (COL)     | Movistar Team           | + 1"       |

|    | Ciclista                   | Equip                   | Temps       |
| -- | -------------------------- | ----------------------- | ----------- |
| 1  | Michael Matthews (AUS)     | Orica-GreenEDGE         | 17h 41' 23" |
| 2  | Pieter Weening (NED)       | Orica-GreenEDGE         | + 14"       |
| 3  | Cadel Evans (AUS)          | BMC Racing Team         | + 15"       |
| 4  | Rigoberto Urán (COL)       | Omega Pharma-Quick Step | + 19"       |
| 5  | Rafał Majka (POL)          | Team Tinkoff-Saxo       | + 26"       |
| 6  | Edvald Boasson Hagen (NOR) | Team Sky                | + 35"       |
| 7  | Nicolas Roche (IRL)        | Team Tinkoff-Saxo       | + 37"       |
| 8  | Michele Scarponi (ITA)     | Astana Qazaqstan Team   | + 41"       |
| 9  | Dario Cataldo (ITA)        | Team Sky                | + 49"       |
| 10 | Fabio Aru (ITA)            | Astana Qazaqstan Team   | + 52"       |

### Etapa 6
15 de maig de 2014 — Sassano - Montecassino, 257 km
Etapa més llarga de la present edició, inicialment prevista sobre 247 quilòmetres, però que degut a unes esllavissades prop de Polla s'hagué de modificar el recorregut i augmentar-lo fins a 257 quilòmetres. Durant el recorregut els ciclistes han de superar dues dificultats puntuables, una cota de quarta categoria durant la primera meitat d'etapa i l'arribada final a Montecassino, de segona categoria, amb 9,2 km de pujada al 5,1% de desnivell i rampes màximes de fins al 10%.
L'etapa va estar marcada per una nombrosa caiguda a manca d'onze quilòmetres per l'arribada que va provocar que el gran grup es trenqués, quedant al davant un petit grup amb Cadel Evans (BMC Racing Team) i el líder Michael Matthews (Orica-GreenEDGE) com a principals corredors. Aquest grupet es va jugar la victòria d'etapa, la qual fou pel líder Matthews. Per darrere, a 49 segons, arribaren la resta de favorits, amb excepció de Joaquim Rodríguez (Team Katusha) que ho va fer a més de set minuts. La caiguda va fer que el "Purito" hagués d'abandonar el Giro, ja que es trencà dues costelles i un dit de la mà. Els seus companys d'equip, Àngel Vicioso i Giampaolo Caruso, també hagueren d'abandonar per culpa de la caiguda.
|    | Ciclista               | Equip                   | Temps      |
| -- | ---------------------- | ----------------------- | ---------- |
| 1  | Michael Matthews (AUS) | Orica-GreenEDGE         | 6h 37' 01" |
| 2  | Tim Wellens (BEL)      | Lotto-Belisol           | m. t.      |
| 3  | Cadel Evans (AUS)      | BMC Racing Team         | m. t.      |
| 4  | Matteo Rabottini (ITA) | Neri Sottoli            | m. t.      |
| 5  | Ivan Santaromita (ITA) | Orica-GreenEDGE         | + 13"      |
| 6  | Steve Morabito (SUI)   | BMC Racing Team         | + 23"      |
| 7  | Wilco Kelderman (NED)  | Belkin Pro Cycling Team | + 49"      |
| 8  | Mauro Finetto (ITA)    | Neri Sottoli            | + 49"      |
| 9  | Diego Ulissi (ITA)     | Lampre-Merida           | + 49"      |
| 10 | Fabio Duarte (COL)     | Colombia                | + 49"      |

|    | Ciclista               | Equip                   | Temps       |
| -- | ---------------------- | ----------------------- | ----------- |
| 1  | Michael Matthews (AUS) | Orica-GreenEDGE         | 24h 18' 14" |
| 2  | Cadel Evans (AUS)      | BMC Racing Team         | + 21"       |
| 3  | Rigoberto Urán (COL)   | Omega Pharma-Quick Step | + 1' 18"    |
| 4  | Rafał Majka (POL)      | Team Tinkoff-Saxo       | + 1' 25"    |
| 5  | Steve Morabito (SUI)   | BMC Racing Team         | + 1' 25"    |
| 6  | Matteo Rabottini (ITA) | Neri Sottoli            | + 1' 25"    |
| 7  | Ivan Santaromita (ITA) | Orica-GreenEDGE         | + 1' 47"    |
| 8  | Fabio Aru (ITA)        | Astana Qazaqstan Team   | + 1' 51"    |
| 9  | Tim Wellens (BEL)      | Lotto-Belisol           | + 1' 52"    |
| 10 | Ivan Basso (ITA)       | Cannondale              | + 2' 06"    |

### Etapa 7
16 de maig de 2014 — Frosinone - Foligno, 211 km
Etapa per l'interior de la península Itàlica a l'alçada de Roma. Durant el trajecte els ciclistes hauran de superar dues cotes puntuables, una de tercera categoria (km 28,6) i una de quarta (km 171,5), abans d'uns darrers quilòmetres totalment plans.
L'escapada del dia es va formar durant l'ascensió a la primera dificultat del dia, el Valico di Aricnazzo, quan cinc ciclistes van atacar: Robinson Chalapud (Colombia), Winner Anacona (Lampre-Merida), José Herrada (Movistar Team), Bjorn Thurau (Team Europcar) i Nicola Boem (Bardiani CSF). Aconseguiren fins a nou minuts sobre el gran grup, amb Herrada com a líder provisional de la cursa, però sota l'empenta de l'Orica-GreenEDGE l'escapada va ser neutralitzada a manca de dos quilòmetres. En l'esprint final el més ràpid fou Nacer Bouhanni (FDJ), que d'aquesta manera aconseguia la seva segona victòria d'etapa en la present edició del Giro.
|    | Ciclista               | Equip               | Temps      |
| -- | ---------------------- | ------------------- | ---------- |
| 1  | Nacer Bouhanni (FRA)   | FDJ                 | 5h 16' 05" |
| 2  | Giacomo Nizzolo (ITA)  | Trek Factory Racing | m. t.      |
| 3  | Luka Mezgec (SLO)      | Giant-Shimano       | m. t.      |
| 4  | Michael Matthews (AUS) | Orica-GreenEDGE     | m. t.      |
| 5  | Roberto Ferrari (ITA)  | Lampre-Merida       | m. t.      |
| 6  | Tyler Farrar (USA)     | Garmin-Sharp        | m. t.      |
| 7  | Enrico Battaglin (ITA) | Bardiani CSF        | m. t.      |
| 8  | Boy van Poppel (NED)   | Trek Factory Racing | m. t.      |
| 9  | Ivan Rovni (RUS)       | Team Tinkoff-Saxo   | m. t.      |
| 10 | Elia Viviani (ITA)     | Cannondale          | m. t.      |

|    | Ciclista               | Equip                   | Temps       |
| -- | ---------------------- | ----------------------- | ----------- |
| 1  | Michael Matthews (AUS) | Orica-GreenEDGE         | 29h 34' 19" |
| 2  | Cadel Evans (AUS)      | BMC Racing Team         | + 21"       |
| 3  | Rigoberto Urán (COL)   | Omega Pharma-Quick Step | + 1' 18"    |
| 4  | Rafał Majka (POL)      | Team Tinkoff-Saxo       | + 1' 25"    |
| 5  | Steve Morabito (SUI)   | BMC Racing Team         | + 1' 25"    |
| 6  | Matteo Rabottini (ITA) | Neri Sottoli            | + 1' 25"    |
| 7  | Ivan Santaromita (ITA) | Orica-GreenEDGE         | + 1' 47"    |
| 8  | Fabio Aru (ITA)        | Astana Qazaqstan Team   | + 1' 51"    |
| 9  | Tim Wellens (BEL)      | Lotto-Belisol           | + 1' 52"    |
| 10 | Ivan Basso (ITA)       | Cannondale              | + 2' 06"    |

### Etapa 8
17 de maig de 2014 — Foligno - Montecopiolo, 179 km
Primera etapa d'alta muntanya de la present edició del Giro, amb tres ports de muntanya en els darrers 50 quilòmetres: Cippo di Carpegna, de primera categoria (km 143), un port de 7,8 quilòmetres i uns darrers 6 quilòmetres al 9,9% de mitjana; Villaggio del Lago, de segona, amb 9,3 quilòmetres d'ascensió al 6,3% de desnivell; i l'arribada final a Montecopiolo, de primera categoria, amb 6,5 quilòmetres d'ascensió i tres quilòmetres finals al 7%.
Una nombrosa escapada de fins a deu ciclistes, entre els quals hi havia Julián Arredondo (Trek Factory Racing), es va formar al quilòmetre 27. Amb l'ascensió al Cippo di Carpegna començaren a despenjar-se unitats, tant entre els escapats com al gran grup. El fins aleshores líder Michael Matthews (Orica-GreenEDGE) fou un dels primers, però també es despenjà Michele Scarponi (Lampre-Merida). Durant el descens del Cippo di Carpegna Pierre Rolland (Team Europcar) llençà un atac que li va permetre unir-se als escapats i superar a Julián Arredondo a manca de dos quilòmetres pel final. Rolland entrà al darrer quilòmetre amb 18" sobre el grup de favorits, però un dur atac de Daniel Moreno (Team Katusha) va posar fi a les seves esperances de victòria. Aquest atac fou respost per Robert Kišerlovski (Trek Factory Racing) i Diego Ulissi (Lampre-Merida), el qual acabà guanyant la segona etapa de la present edició del Giro. Cadel Evans (BMC Racing Team) passà a ser el nou líder.
|    | Ciclista                 | Equip                   | Temps      |
| -- | ------------------------ | ----------------------- | ---------- |
| 1  | Diego Ulissi (ITA)       | Lampre-Merida           | 4h 47' 47" |
| 2  | Robert Kišerlovski (CRO) | Trek Factory Racing     | m. t.      |
| 3  | Wilco Kelderman (NED)    | Belkin Pro Cycling Team | + 6"       |
| 4  | Nairo Quintana (COL)     | Movistar Team           | + 6"       |
| 5  | Cadel Evans (AUS)        | BMC Racing Team         | + 8"       |
| 6  | Rigoberto Urán (COL)     | Omega Pharma-Quick Step | + 8"       |
| 7  | Domenico Pozzovivo (ITA) | AG2R La Mondiale        | + 8"       |
| 8  | Rafał Majka (POL)        | Team Tinkoff-Saxo       | + 14"      |
| 9  | Fabio Aru (ITA)          | Astana Qazaqstan Team   | + 17"      |
| 10 | Ryder Hesjedal (CAN)     | Garmin-Sharp            | + 20"      |

|    | Ciclista                 | Equip                   | Temps       |
| -- | ------------------------ | ----------------------- | ----------- |
| 1  | Cadel Evans (AUS)        | BMC Racing Team         | 34h 22' 35" |
| 2  | Rigoberto Urán (COL)     | Omega Pharma-Quick Step | + 57"       |
| 3  | Rafał Majka (POL)        | Team Tinkoff-Saxo       | + 1' 10"    |
| 4  | Steve Morabito (SUI)     | BMC Racing Team         | + 1' 31"    |
| 5  | Fabio Aru (ITA)          | Astana Qazaqstan Team   | + 1' 39"    |
| 6  | Diego Ulissi (ITA)       | Lampre-Merida           | + 1' 43"    |
| 7  | Wilco Kelderman (NED)    | Belkin Pro Cycling Team | + 1' 44"    |
| 8  | Nairo Quintana (COL)     | Movistar Team           | + 1' 45"    |
| 9  | Robert Kišerlovski (CRO) | Trek Factory Racing}    | + 1' 49"    |
| 10 | Domenico Pozzovivo (ITA) | AG2R La Mondiale        | + 1' 50"    |

### Etapa 9
18 de maig de 2014 — Lugo - Sestola, 172 km
Segona etapa amb final en alt consecutiva, amb una etapa dividida en dues parts: uns primers 110 quilòmetres totalment plans i una part final més accidentada, amb el pas pel coll Sant'Antonio (3a categoria, km 123) i Rochetta Sandri (4a, km 148), abans de l'ascensió final a Sestola, una llarga ascensió de 16,5 quilòmetres i un tram central de l'ascensió de 4 quilòmetres al 8,7% de desnivell.
Al quilòmetre 56, poc després d'una caiguda que dividí el gran grup en dos, es va formar una nobmrosa escapada integrada per 14 ciclistes, cap d'ells ben situat en la general. La bona entesa dels escapats els va dur a obtenir 8 minuts sobre el líder, però tot i que el Team Tinkoff-Saxo va augmentar el ritme pel darrere, Pieter Weening (Orica-GreenEDGE) i Davide Malacarne (Team Europcar), els més forts de l'escapada, van poder disputar-se la victòria d'etapa a l'esprint, sent Weening el vencedor final. Entre els favorits sols es va moure Domenico Pozzovivo (AG2R La Mondiale), que a manca de quatre quilòmetre llançà un dur atac que li va permetre esgarrapar 26 segons sobre Evans.
|    | Ciclista                 | Equip                   | Temps      |
| -- | ------------------------ | ----------------------- | ---------- |
| 1  | Pieter Weening (NED)     | Orica-GreenEDGE         | 4h 25' 51" |
| 2  | Davide Malacarne (ITA)   | Team Europcar           | m. t.      |
| 3  | Domenico Pozzovivo (ITA) | AG2R La Mondiale        | + 42"      |
| 4  | Diego Ulissi (ITA)       | Lampre-Merida           | + 1' 08"   |
| 5  | Rigoberto Urán (COL)     | Omega Pharma-Quick Step | + 1' 08"   |
| 6  | Wilco Kelderman (NED)    | Belkin Pro Cycling Team | + 1' 08"   |
| 7  | Cadel Evans (AUS)        | BMC Racing Team         | + 1' 08"   |
| 8  | Dario Cataldo (ITA)      | Team Sky                | + 1' 08"   |
| 9  | Rafał Majka (POL)        | Team Tinkoff-Saxo       | + 1' 08"   |
| 10 | Fabio Duarte (COL)       | Colombia                | + 1' 08"   |

|    | Ciclista                 | Equip                   | Temps       |
| -- | ------------------------ | ----------------------- | ----------- |
| 1  | Cadel Evans (AUS)        | BMC Racing Team         | 38h 49' 34" |
| 2  | Rigoberto Urán (COL)     | Omega Pharma-Quick Step | + 57"       |
| 3  | Rafał Majka (POL)        | Team Tinkoff-Saxo       | + 1' 10"    |
| 4  | Domenico Pozzovivo (ITA) | AG2R La Mondiale        | + 1' 20"    |
| 5  | Steve Morabito (SUI)     | BMC Racing Team         | + 1' 31"    |
| 6  | Fabio Aru (ITA)          | Astana Qazaqstan Team   | + 1' 39"    |
| 7  | Diego Ulissi (ITA)       | Lampre-Merida           | + 1' 43"    |
| 8  | Wilco Kelderman (NED)    | Belkin Pro Cycling Team | + 1' 44"    |
| 9  | Nairo Quintana (COL)     | Movistar Team           | + 1' 45"    |
| 10 | Robert Kišerlovski (CRO) | Trek Factory Racing     | + 1' 49"    |

### Etapa 10
20 de maig de 2014 — Mòdena - Salsomaggiore Terme, 173 km
Etapa sense cap dificultat puntuable pel gran premi de la muntanya, però que en els darrers quilòmetres, ja dins el nucli urbà de Salsomaggiore Terme presenta un petit desnivell que pot complicar la vida als esprintadors.
Primera etapa després del dia de descans, sense més història que una escapada formada per Andrea Fedi (Neri Sottoli) i Marco Bandiera (GW Erco Shimano) que fou neutralitzada a uns deu quilòmetres de meta. A partir d'aquell punt es va incrementar el ritme de cursa tot preparant l'esprint final, però a 750 metres de l'arribada va caure Tyler Farrar (Garmin-Sharp), arrossegant amb ell a terra altres ciclistes. Al capdavant quedaren una vintena de ciclistes que es disputaren la victòria i Nacer Bouhanni (FDJ) tornà a ser el més ràpid, aconseguint la tercera victòria de la present edició, amb la qual cosa iguala la fita de Laurent Jalabert el 1999. En la classificació general no es produí cap canvi.
|    | Ciclista               | Equip               | Temps      |
| -- | ---------------------- | ------------------- | ---------- |
| 1  | Nacer Bouhanni (FRA)   | FDJ                 | 4h 01' 13" |
| 2  | Giacomo Nizzolo (ITA)  | Trek Factory Racing | m. t.      |
| 3  | Michael Matthews (AUS) | Orica-GreenEDGE     | m. t.      |
| 4  | Roberto Ferrari (ITA)  | Lampre-Merida       | m. t.      |
| 5  | Enrico Battaglin (ITA) | Bardiani CSF        | m. t.      |
| 6  | Vladímir Gússev (RUS)  | Team Katusha        | m. t.      |
| 7  | Albert Timmer (NED)    | Giant-Shimano       | m. t.      |
| 8  | Ben Swift (GBR)        | Team Sky            | m. t.      |
| 9  | Cadel Evans (AUS)      | BMC Racing Team     | m. t.      |
| 10 | Mauro Finetto (ITA)    | Neri Sottoli        | m. t.      |

|    | Ciclista                 | Equip                   | Temps       |
| -- | ------------------------ | ----------------------- | ----------- |
| 1  | Cadel Evans (AUS)        | BMC Racing Team         | 42h 50' 47" |
| 2  | Rigoberto Urán (COL)     | Omega Pharma-Quick Step | + 57"       |
| 3  | Rafał Majka (POL)        | Team Tinkoff-Saxo       | + 1' 10"    |
| 4  | Domenico Pozzovivo (ITA) | AG2R La Mondiale        | + 1' 20"    |
| 5  | Steve Morabito (SUI)     | BMC Racing Team         | + 1' 31"    |
| 6  | Fabio Aru (ITA)          | Astana Qazaqstan Team   | + 1' 39"    |
| 7  | Diego Ulissi (ITA)       | Lampre-Merida           | + 1' 43"    |
| 8  | Wilco Kelderman (NED)    | Belkin Pro Cycling Team | + 1' 44"    |
| 9  | Nairo Quintana (COL)     | Movistar Team           | + 1' 45"    |
| 10 | Robert Kišerlovski (CRO) | Trek Factory Racing     | + 1' 49"    |

### Etapa 11

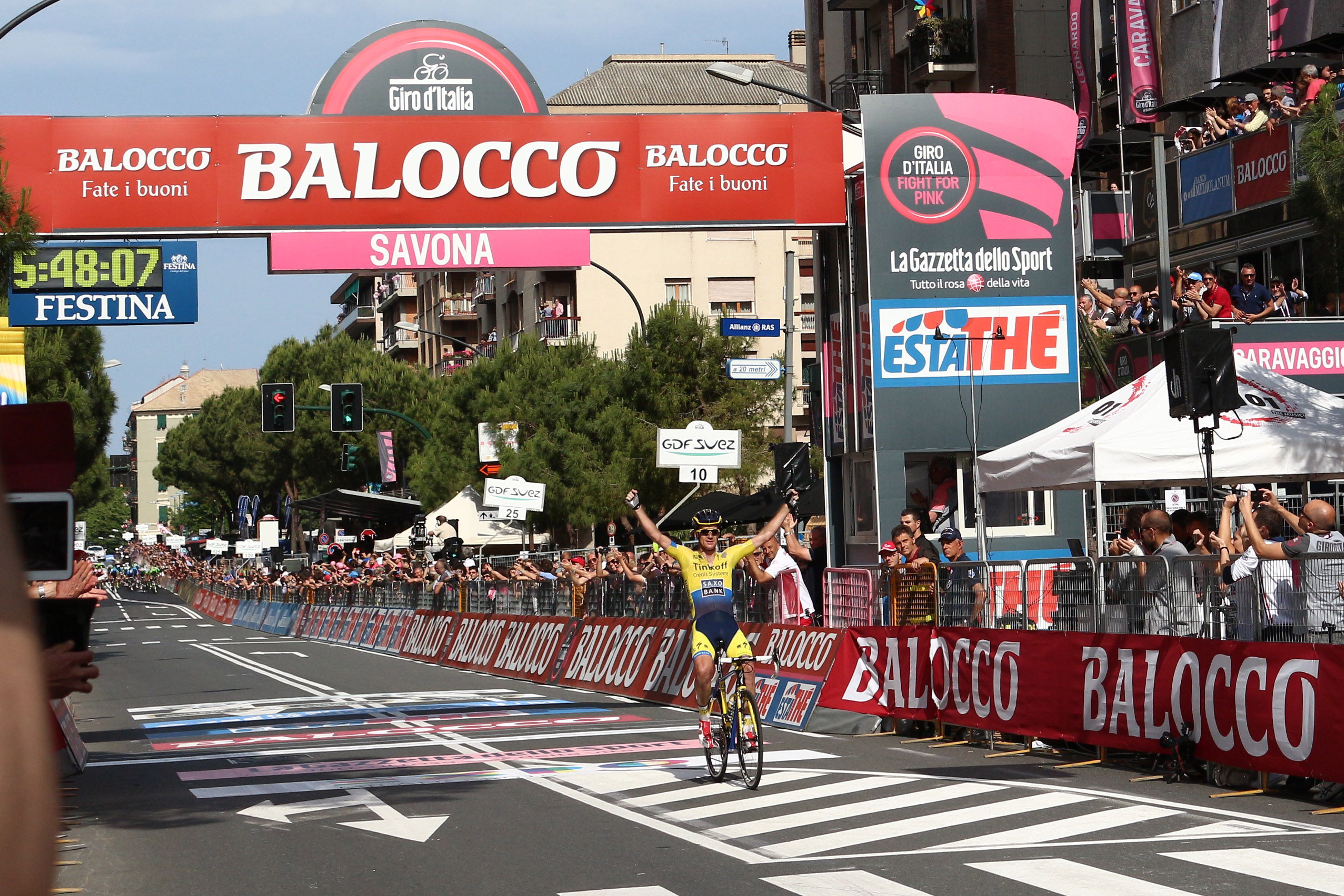
Arribada de Michael Rogers a l'onzena etapa.

21 de maig de 2014 — Collecchio - Savona, 249 km
Segona etapa més llarga de la present edició, entre Collecchio i Savona, a la costa de la Ligúria, durant la qual s'han de superar dos ports de segona categoria: el Passo Cento Croci (km 66) i Naso di Gatto (km 221), amb 7,2 quilòmetres d'ascensió al 8% i rampes de fins al 13%, a tan sols 28 quilòmetres per l'arribada i un descens irregular, a trams, fins a la mateixa línia d'arribada.
Una nombrosa escapada formada per 14 ciclistes va encapçalar l'etapa fins a les rampes del segon coll del dia, el Naso di Gatto. Entre els escapats hi havia Julián Arredondo (Trek Factory Racing), que consolidà el mallot de la muntanya, i Georg Preidler (Giant-Shimano), darrer supervivent de l'escapada, neutralitzat en el descens. Entre els favorits no hi hagué moviments i el gran grup va estar liderat en tot moment pels homes del BMC Racing Team. En el descens atacà Michael Rogers (Team Tinkoff-Saxo), sense que ningú ho impedís, i ràpidament aconseguí 40 segons sobre el líder. A manca de dos quilòmetres sols disposava de 15 segons, un temps que va ser suficient per obtenir la seva primera victòria de l'any. El líder i la resta de favorits arribaren 10 segons rere seu i sols destaca la pèrdua de 4 minuts i mig per part de Diego Ulissi (Lampre-Merida).
|    | Ciclista                 | Equip                   | Temps      |
| -- | ------------------------ | ----------------------- | ---------- |
| 1  | Michael Rogers (AUS)     | Team Tinkoff-Saxo       | 5h 48' 07" |
| 2  | Simon Geschke (GER)      | Giant-Shimano           | + 10"      |
| 3  | Enrico Battaglin (ITA)   | Bardiani CSF            | + 10"      |
| 4  | Wilco Kelderman (NED)    | Belkin Pro Cycling Team | + 10"      |
| 5  | Gianluca Brambilla (ITA) | Omega Pharma-Quick Step | + 10"      |
| 6  | Moreno Moser (ITA)       | Cannondale              | + 10"      |
| 7  | Ryder Hesjedal (CAN)     | Garmin-Sharp            | + 10"      |
| 8  | Matteo Rabottini (ITA)   | Neri Sottoli            | + 10"      |
| 9  | Fabio Duarte (COL)       | Colombia                | + 10"      |
| 10 | Alexis Vuillermoz (FRA)  | AG2R La Mondiale        | + 10"      |

|    | Ciclista                 | Equip                   | Temps       |
| -- | ------------------------ | ----------------------- | ----------- |
| 1  | Cadel Evans (AUS)        | BMC Racing Team         | 48h 39' 04" |
| 2  | Rigoberto Urán (COL)     | Omega Pharma-Quick Step | + 57"       |
| 3  | Rafał Majka (POL)        | Team Tinkoff-Saxo       | + 1' 10"    |
| 4  | Domenico Pozzovivo (ITA) | AG2R La Mondiale        | + 1' 20"    |
| 5  | Steve Morabito (SUI)     | BMC Racing Team         | + 1' 31"    |
| 6  | Fabio Aru (ITA)          | Astana Qazaqstan Team   | + 1' 39"    |
| 7  | Wilco Kelderman (NED)    | Belkin Pro Cycling Team | + 1' 44"    |
| 8  | Nairo Quintana (COL)     | Movistar Team           | + 1' 45"    |
| 9  | Robert Kišerlovski (CRO) | Trek Factory Racing     | + 1' 49"    |
| 10 | Ivan Basso (ITA)         | Cannondale              | + 2' 01"    |

### Etapa 12
22 de maig de 2014 — Barbaresco - Barolo, 41,9 km (CRI)
Primera contrarellotge individual de la present edició, amb un recorregut sinuós entre vinyes i amb tres pujades en el seu recorregut. Només de sortida hi ha l'ascensió fins a l'alt de Boscasso, que es corona al km 12,6. Posteriorment, en els darrers quilòmetres, hi ha dues ascensions no puntuables. Els darrers 1.700 metres tenen un desnivell del 4,2%.
Com en totes les contrarellotges la sortida es va fer seguint l'ordre invers a la classificació general establerta el dia anterior. El primer ciclista a prendre la sortida va ser Svein Tuft (Orica-GreenEDGE), primer líder d'aquesta edició, que es trobava a més de 2 hores del líder. Patrick Gretsch (AG2R La Mondiale) va ser el primer ciclista a baixar de l'hora. Els primers ciclistes a prendre la sortida ho van fer en sec, però la pluja va fer acte de presència i Thomas De Gendt (Omega Pharma-Quick Step) va ser dels darrers en acabar l'etapa en sec. De Gendt va establir el millor temps, cinc segons millor que Gretsch. Per millorar aquest temps s'hagué d'esperar a l'arribada de Diego Ulissi (Lampre-Merida), que deixà el temps en 58' 51", 50 segons millor que De Gendt. El temps d'Ulissi només seria superat pel vencedor d'etapa, Rigoberto Urán (Omega Pharma-Quick Step), que el millorà en 1' 17". Aquesta extraordinària contrarellotge va servir a Urán per convertir-se en el primer colombià a vestir-se de rosa. El líder Cadel Evans (BMC Racing Team) va perdre 1' 34", un temps similar al perdut per Rafał Majka, passant a la segona i tercera posició en la classificació general. Domenico Pozzovivo (AG2R La Mondiale) i Nairo Quintana (Movistar Team) van perdre més de 2 minuts en l'etapa, quedant a dos minuts i mig i tres minuts i mig respectivament del líder Urán.
|    | Ciclista                 | Equip                   | Temps    |
| -- | ------------------------ | ----------------------- | -------- |
| 1  | Rigoberto Urán (COL)     | Omega Pharma-Quick Step | 57' 34"  |
| 2  | Diego Ulissi (ITA)       | Lampre-Merida           | + 1' 17" |
| 3  | Cadel Evans (AUS)        | BMC Racing Team         | + 1' 34" |
| 4  | Rafał Majka (POL)        | Team Tinkoff-Saxo       | + 1' 39" |
| 5  | Gianluca Brambilla (ITA) | Omega Pharma-Quick Step | + 1' 53" |
| 6  | Wout Poels (NED)         | Omega Pharma-Quick Step | + 2' 00" |
| 7  | Wilco Kelderman (NED)    | Belkin Pro Cycling Team | + 2' 03" |
| 8  | Thomas De Gendt (BEL)    | Omega Pharma-Quick Step | + 2' 07" |
| 9  | Domenico Pozzovivo (ITA) | AG2R La Mondiale        | + 2' 09" |
| 10 | Patrick Gretsch (GER)    | AG2R La Mondiale        | + 2' 12" |

|    | Ciclista                 | Equip                   | Temps       |
| -- | ------------------------ | ----------------------- | ----------- |
| 1  | Rigoberto Urán (COL)     | Omega Pharma-Quick Step | 49h 37' 35" |
| 2  | Cadel Evans (AUS)        | BMC Racing Team         | + 37"       |
| 3  | Rafał Majka (POL)        | Team Tinkoff-Saxo       | + 1' 52"    |
| 4  | Domenico Pozzovivo (ITA) | AG2R La Mondiale        | + 2' 32"    |
| 5  | Wilco Kelderman (NED)    | Belkin Pro Cycling Team | + 2' 50"    |
| 6  | Nairo Quintana (COL)     | Movistar Team           | + 3' 29"    |
| 7  | Fabio Aru (ITA)          | Astana Qazaqstan Team   | + 3' 37"    |
| 8  | Wout Poels (NED)         | Omega Pharma-Quick Step | + 4' 06"    |
| 9  | Steve Morabito (SUI)     | BMC Racing Team         | + 4' 20"    |
| 10 | Robert Kišerlovski (CRO) | Trek Factory Racing     | + 4' 41"    |

### Etapa 13
23 de maig de 2014 — Fossano - Rivarolo Canavese, 157 km
Etapa totalment plana, amb una sola cota de quarta categoria, la Salita di Rivara, al quilòmetre 123, i final a Rivarolo Canavese, als afores de Torí.
L'escapada del dia la protagonitzaren Jackson Rodríguez (GW Erco Shimano), Angelo Tulik (Team Europcar), Maksim Belkov (Team Katusha), Marco Canola (Bardiani CSF), Gert Dockx (Lotto-Belisol) i Jeffry Romero (Colombia); controlada en tot moment per l'Omega Pharma-Quick Step, i que va tenir en quatre minuts la màxima diferència a manca de 62 quilòmetres. Una pedregada va dificultar la persecució pel darrere i finalment tres dels escapats van disputar-se la victòria a l'esprint. El vencedor fou Canola, que d'aquesta manera aconseguia la seva victòria més important com a professional. Onze segons rere seu arribà el gran grup, encapçalat per Nacer Bouhanni (FDJ). En la classificació general no hi hagué cap canvi.
|    | Ciclista                | Equip                 | Temps      |
| -- | ----------------------- | --------------------- | ---------- |
| 1  | Marco Canola (ITA)      | Bardiani CSF          | 3h 37' 20" |
| 2  | Jackson Rodríguez (VEN) | GW Erco Shimano       | m. t.      |
| 3  | Angelo Tulik (FRA)      | Team Europcar         | m. t.      |
| 4  | Nacer Bouhanni (FRA)    | FDJ                   | + 11"      |
| 5  | Giacomo Nizzolo (ITA)   | Trek Factory Racing   | + 11"      |
| 6  | Elia Viviani (ITA)      | Cannondale            | + 11"      |
| 7  | Luka Mezgec (SLO)       | Giant-Shimano         | + 11"      |
| 8  | Ben Swift (GBR)         | Team Sky              | + 11"      |
| 9  | Tyler Farrar (USA)      | Garmin-Sharp          | + 11"      |
| 10 | Borut Božič (SLO)       | Astana Qazaqstan Team | + 11"      |

|    | Ciclista                 | Equip                   | Temps       |
| -- | ------------------------ | ----------------------- | ----------- |
| 1  | Rigoberto Urán (COL)     | Omega Pharma-Quick Step | 53h 15' 06" |
| 2  | Cadel Evans (AUS)        | BMC Racing Team         | + 37"       |
| 3  | Rafał Majka (POL)        | Team Tinkoff-Saxo       | + 1' 52"    |
| 4  | Domenico Pozzovivo (ITA) | AG2R La Mondiale        | + 2' 32"    |
| 5  | Wilco Kelderman (NED)    | Belkin Pro Cycling Team | + 2' 50"    |
| 6  | Nairo Quintana (COL)     | Movistar Team           | + 3' 29"    |
| 7  | Fabio Aru (ITA)          | Astana Qazaqstan Team   | + 3' 37"    |
| 8  | Wout Poels (NED)         | Omega Pharma-Quick Step | + 4' 06"    |
| 9  | Steve Morabito (SUI)     | BMC Racing Team         | + 4' 20"    |
| 10 | Robert Kišerlovski (CRO) | Trek Factory Racing     | + 4' 41"    |

### Etapa 14
24 de maig de 2014 — Agliè - Oropa, 164 km
Etapa d'alta muntanya, amb dues parts ben diferenciades. Els primers 80 quilòmetres sols tenen una petita dificultat de 3a categoria al km. 30,5; mentre els 80 quilòmetres finals acullen tres difícils ports. El final és a Oropa, on es recorda la remuntada de Pantani en l'edició de 1999 i on Pietr Ugrumov va fer patir a Induráin el 1993, després de 12 quilòmetres d'ascensió i rampes de fins al 13%. Abans hauran superat Alpe Noveis (km 95) de 9 km al 7,9% i rampes de fins al 16%, i Bielmonte, un port més suau, però de 18,4 quilòmetres.
Etapa marcada per una escapada integrada per 21 ciclistes que aconseguí arribar a meta amb tres minuts sobre el mallot rosa. Enrico Battaglin va ser el més fort en l'ascensió al Santurari d'Oropa, aconseguint d'aquesta manera la seva segona victòria al Giro després de l'aconseguida l'any anterior. Entre els favorits no hi hagué moviments de lluny, i sols Pierre Rolland (Team Europcar va atacar a manca de 50 quilòmetres per l'arribada. Finalment va recuperar 38" al líder que li van servir per entrar entre els deu primers classificats. Domenico Pozzovivo (AG2R La Mondiale) i Nairo Quintana (Movistar Team) van recuperar 21" i 25" respectivament al líder després que l'italià ataqués a manca de 3,5 quilòmetres per l'arribada i Rigoberto Urán (Omega Pharma-Quick Step) mostrés símptomes de debilitat.
|    | Ciclista                | Equip             | Temps      |
| -- | ----------------------- | ----------------- | ---------- |
| 1  | Enrico Battaglin (ITA)  | Bardiani CSF      | 4h 34' 41" |
| 2  | Dario Cataldo (ITA)     | Team Sky          | m. t.      |
| 3  | Jarlinson Pantano (COL) | Colombia          | + 7"       |
| 4  | Jan Polanc (SLO)        | Lampre-Merida     | + 17"      |
| 5  | Nicolas Roche (IRL)     | Team Tinkoff-Saxo | + 22"      |
| 6  | Albert Timmer (NED)     | Giant-Shimano     | + 26"      |
| 7  | Emanuele Sella (ITA)    | GW Erco Shimano   | + 28"      |
| 8  | Mattia Cattaneo (ITA)   | Lampre-Merida     | + 33"      |
| 9  | Tim Wellens (BEL)       | Lotto-Belisol     | + 39"      |
| 10 | Ivan Santaromita (ITA)  | Orica-GreenEDGE   | + 54"      |

|    | Ciclista                 | Equip                   | Temps       |
| -- | ------------------------ | ----------------------- | ----------- |
| 1  | Rigoberto Urán (COL)     | Omega Pharma-Quick Step | 57h 52' 51" |
| 2  | Cadel Evans (AUS)        | BMC Racing Team         | + 32"       |
| 3  | Rafał Majka (POL)        | Team Tinkoff-Saxo       | + 1' 35"    |
| 4  | Domenico Pozzovivo (ITA) | AG2R La Mondiale        | + 2' 11"    |
| 5  | Wilco Kelderman (NED)    | Belkin Pro Cycling Team | + 2' 33"    |
| 6  | Nairo Quintana (COL)     | Movistar Team           | + 3' 04"    |
| 7  | Fabio Aru (ITA)          | Astana Qazaqstan Team   | + 3' 16"    |
| 8  | Wout Poels (NED)         | Omega Pharma-Quick Step | + 4' 01"    |
| 9  | Pierre Rolland (FRA)     | Team Europcar           | + 5' 07"    |
| 10 | Robert Kišerlovski (CRO) | Trek Factory Racing     | + 5' 13"    |

### Etapa 15
25 de maig de 2014 — Valdengo - Plan di Montecampione, 225 km
Llarga etapa totalment plana per la plana del Po fins que a manca de 20 quilòmetres comença la llarga i dura ascensió a Montecampione. Aquesta ascensió es pot dividir en tres parts: uns primers 11 quilòmetres amb una mitjana del 8,1%, tot seguit 3 quilòmetres més suaus al 3,8% i uns darrers 5,5 quilòmetres al 8,7% de desnivell.
Abans d'arribar a l'ascensió final la cursa va estar encapçalada per una nombrosa escapada formada al quilòmetre 20, primer formada per 9 ciclistes i després per 12, entre els quals hi havia Damiano Cunego (Lampre-Merida). La màxima diferència fou de 7' 30", fins que el Neri Sottoli va imprimir un fort ritme. Adam Hansen (Lotto-Belisol), ja en l'ascensió final, va ser el darrer en ser neutralitzat per Julián Arredondo (Trek Factory Racing) i Stefano Pirazzi (Bardiani CSF), que havien saltat des del darrere. Poc després se'ls afegí André Cardoso (Garmin-Sharp) i junt a Arredondo quedaren sols al capdavant a manca d'11 quilòmetres. Primer Philip Deignan (Team Sky) i després Pierre Rolland (Team Europcar) i Fabio Duarte (Colombia) també lideraren l'etapa després de sengles atacs, però fou Fabio Aru (Astana Qazaqstan Team) el que va saltar amb força del grup del líder per marxar en solitari cap a la victòria. Rigoberto Urán va mantenir el liderat i sols va cedir 24" respecte a Nairo Quintana (Movistar Team), tercer de l'etapa, mentre que amplià respecte a la resta de rivals.
|    | Ciclista                | Equip                   | Temps      |
| -- | ----------------------- | ----------------------- | ---------- |
| 1  | Fabio Aru (ITA)         | Astana Qazaqstan Team   | 5h 33' 06" |
| 2  | Fabio Duarte (COL)      | Colombia                | + 21"      |
| 3  | Nairo Quintana (COL)    | Movistar Team           | + 22"      |
| 4  | Pierre Rolland (FRA)    | Team Europcar           | + 22"      |
| 5  | Rigoberto Urán (COL)    | Omega Pharma-Quick Step | + 42"      |
| 6  | Rafał Majka (POL)       | Team Tinkoff-Saxo       | + 57"      |
| 7  | Franco Pellizotti (ITA) | GW Erco Shimano         | + 1' 08"   |
| 8  | Daniel Moreno (ESP)     | Team Katusha            | + 1' 08"   |
| 9  | Ryder Hesjedal (CAN)    | Garmin-Sharp            | + 1' 13"   |
| 10 | Cadel Evans (AUS)       | BMC Racing Team         | + 1' 13"   |

|    | Ciclista                 | Equip                   | Temps       |
| -- | ------------------------ | ----------------------- | ----------- |
| 1  | Rigoberto Urán (COL)     | Omega Pharma-Quick Step | 63h 26' 39" |
| 2  | Cadel Evans (AUS)        | BMC Racing Team         | + 1' 03"    |
| 3  | Rafał Majka (POL)        | Team Tinkoff-Saxo       | + 1' 50"    |
| 4  | Fabio Aru (ITA)          | Astana Qazaqstan Team   | + 2' 24"    |
| 5  | Nairo Quintana (COL)     | Movistar Team           | + 2' 40"    |
| 6  | Domenico Pozzovivo (ITA) | AG2R La Mondiale        | + 2' 42"    |
| 7  | Wilco Kelderman (NED)    | Belkin Pro Cycling Team | + 3' 04"    |
| 8  | Pierre Rolland (FRA)     | Team Europcar           | + 4' 47"    |
| 9  | Robert Kišerlovski (CRO) | Trek Factory Racing     | + 5' 44"    |
| 10 | Wout Poels (NED)         | Omega Pharma-Quick Step | + 6' 32"    |

### Etapa 16
27 de maig de 2014 — Ponte di Legno - Val Martello, 139 km
Etapa molt curta i dura després del tercer i darrer dia de descans de la present edició del Giro, amb tres colossos de més de dos mil metres d'altura. És la mateixa etapa que en l'edició anterior va haver de ser suspesa per culpa de la neu. Després d'uns 6 primers quilòmetres de baixada comença l'ascensió al Gavia (2.618 m) de 17,6 km, amb una mitjana propera al 8% i rampes que arriben al 16%. Només finalitzar el seu descens, a Bormio, comença l'ascensió al Stelvio (2.758 m), cima Coppi, amb 21,7 km d'ascensió al 7% de desnivell i rampes que arriben al 14%. Un llarg descens de gairebé 50 quilòmetres i més de 2.000 metres de desnivell, durà els ciclistes als peus de la darrera ascensió, l'inèdit port de Val Martello, de més de 22 quilòmetres d'ascensió.
Etapa marcada per unes dures condicions meteorològiques, amb pluja a les parts baixes i fred i neu al pas pel Gavia i l'Stelvio. Durant l'ascensió al Gavia el Movistar Team va imposar un fort ritme que va deixar bona part dels caps files sense cap gregari al seu costat. Per davant Robinson Chalapud (Colombia) va coronar en solitari, seguit a mig minut per Julián Arredondo (Trek Factory Racing) i Jarlinson Pantano (Colombia). Durant el llarg descens Franco Pellizotti (GW Erco Shimano), Dario Cataldo (Team Sky), Robert Kiserlovski (Trek Factory Racing) i Alexis Vuillermoz (AG2R La Mondiale), entre d'altres, saltaren del gran grup per unir-se als escapats als peus de l'Stelvio. Aquest grup afrontà les primeres rampes amb poc més de dos minuts i mig sobre el grup del líder, Rigoberto Urán (Omega Pharma-Quick Step). En la llarga ascensió a l'Stelvio la neu i el fred van tornar a fer acte de presència, sent Cataldo el primer a coronar-lo, després d'atacar a manca de 72 quilòmetres per l'arribada. El grup dels favorits passà a poc més de dos minuts. Un cop coronat Radio Corsa va comunicar que l'organització posaria una moto al davant per indicar els punts perillosos, però pel twitter del Giro es comunicà que es neutralitzaria la baixada. Aquesta piulada fou esborrada poc després, però la polèmica ja estava servida. En el descens Pierre Rolland (Team Europcar) es llançà al capdavant i sols fou seguit per Nairo Quintana i Gorka Izagirre (Movistar Team), Matteo Rabottini (Neri Sottoli), Ryder Hesjedal (Garmin-Sharp) i Romain Sicard (Team Europcar). Ràpidament ampliaren les diferències, sent de dos minuts en finalitzar el descens de l'Stelvio respecte al líder. En el tram pla fins a Val Martello les diferències entre Quinata i Urán es van mantenir, amb Cataldo sempre en solitari al capdavant. En l'ascensió final Quintana va imposar un fort ritme, fins a superar Cataldo i deixar enrere tots els companys d'escapada, per proclamar-se vencedor d'etapa i nou líder de la cursa, amb 1' 41" sobre Rigoberto Urán, després que aquest perdés més de 4 minuts en arribar a meta.
|    | Ciclista                 | Equip                   | Temps      |
| -- | ------------------------ | ----------------------- | ---------- |
| 1  | Nairo Quintana (COL)     | Movistar Team           | 4h 42' 35" |
| 2  | Ryder Hesjedal (CAN)     | Garmin-Sharp            | + 8"       |
| 3  | Pierre Rolland (FRA)     | Team Europcar           | + 1' 13"   |
| 4  | Wilco Kelderman (NED)    | Belkin Pro Cycling Team | + 3' 32"   |
| 5  | Domenico Pozzovivo (ITA) | AG2R La Mondiale        | + 3' 37"   |
| 6  | Fabio Aru (ITA)          | Astana Qazaqstan Team   | + 3' 40"   |
| 7  | Rafał Majka (POL)        | Team Tinkoff-Saxo       | + 4' 08"   |
| 8  | Sebastián Henao (COL)    | Team Sky                | + 4' 11"   |
| 9  | Rigoberto Urán (COL)     | Omega Pharma-Quick Step | + 4' 11"   |
| 10 | Cadel Evans (AUS)        | BMC Racing Team         | + 4' 48"   |

|    | Ciclista                 | Equip                   | Temps       |
| -- | ------------------------ | ----------------------- | ----------- |
| 1  | Nairo Quintana (COL)     | Movistar Team           | 68h 11' 44" |
| 2  | Rigoberto Urán (COL)     | Omega Pharma-Quick Step | + 1' 41"    |
| 3  | Cadel Evans (AUS)        | BMC Racing Team         | + 3' 21"    |
| 4  | Pierre Rolland (FRA)     | Team Europcar           | + 3' 26"    |
| 5  | Rafał Majka (POL)        | Team Tinkoff-Saxo       | + 3' 28"    |
| 6  | Fabio Aru (ITA)          | Astana Qazaqstan Team   | + 3' 34"    |
| 7  | Domenico Pozzovivo (ITA) | AG2R La Mondiale        | + 3' 49"    |
| 8  | Wilco Kelderman (NED)    | Belkin Pro Cycling Team | + 4' 06"    |
| 9  | Ryder Hesjedal (CAN)     | Garmin-Sharp            | + 4' 16"    |
| 10 | Robert Kišerlovski (CRO) | Trek Factory Racing     | + 8' 02"    |

### Etapa 17
28 de maig de 2014 — Sarnonico - Vittorio Veneto, 208 km
Etapa de transició a l'espera de les tres etapes següents que han de definir el vencedor final de la cursa. El terreny és gairebé sempre en descens, i sols hi ha tres petites cotes de quarta categoria durant el seu recorregut, al km 107, 162 i 188, a 20 de l'arribada.
Etapa marcada per una nombrosa escapada formada per 25 ciclistes, cap d'ells important en la general, que es va disputar la victòria davant la passivitat del gran grup. Thomas De Gendt (Omega Pharma-Quick Step) fou el primer a trencar les hostilitats entre els escapats durant l'ascensió a la darrera de les dificultats del dia, el Mur di Ca' del Poggio. A ell se li uniren quatre corredors més, entre els quals hi havia Stefano Pirazzi (Bardiani CSF), que a manca d'un quilòmetre va saltar amb força cap a la victòria. En creuar la línia d'arribada va fer diverses butifarres a l'aire. El gran grup arribà a més de 15 minuts, sense que es produís cap canvi en la general, tot i els intents d'alguns equips perjudicats per la victòria de Quintana el dia anterior.
|    | Ciclista               | Equip                   | Temps      |
| -- | ---------------------- | ----------------------- | ---------- |
| 1  | Stefano Pirazzi (ITA)  | Bardiani CSF            | 4h 38' 11" |
| 2  | Tim Wellens (BEL)      | Lotto-Belisol           | m. t.      |
| 3  | Jay McCarthy (AUS)     | Team Tinkoff-Saxo       | m. t.      |
| 4  | Thomas De Gendt (BEL)  | Omega Pharma-Quick Step | m. t.      |
| 5  | Matteo Montaguti (ITA) | AG2R La Mondiale        | m. t.      |
| 6  | Jussi Veikkanen (FIN)  | FDJ                     | + 28"      |
| 7  | Simon Geschke (GER)    | Giant-Shimano           | + 28"      |
| 8  | Fabio Felline (ITA)    | Trek Factory Racing     | + 28"      |
| 9  | Marco Canola (ITA)     | Bardiani CSF            | + 28"      |
| 10 | Serge Pauwels (BEL)    | Omega Pharma-Quick Step | + 28"      |

|    | Ciclista                 | Equip                   | Temps       |
| -- | ------------------------ | ----------------------- | ----------- |
| 1  | Nairo Quintana (COL)     | Movistar Team           | 73h 05' 31" |
| 2  | Rigoberto Urán (COL)     | Omega Pharma-Quick Step | + 1' 41"    |
| 3  | Cadel Evans (AUS)        | BMC Racing Team         | + 3' 21"    |
| 4  | Pierre Rolland (FRA)     | Team Europcar           | + 3' 26"    |
| 5  | Rafał Majka (POL)        | Team Tinkoff-Saxo       | + 3' 28"    |
| 6  | Fabio Aru (ITA)          | Astana Qazaqstan Team   | + 3' 34"    |
| 7  | Domenico Pozzovivo (ITA) | AG2R La Mondiale        | + 3' 49"    |
| 8  | Wilco Kelderman (NED)    | Belkin Pro Cycling Team | + 4' 06"    |
| 9  | Ryder Hesjedal (CAN)     | Garmin-Sharp            | + 4' 16"    |
| 10 | Robert Kišerlovski (CRO) | Trek Factory Racing     | + 8' 02"    |

### Etapa 18
29 de maig de 2014 — Belluno - Refugi Panarotta, 171 km
Primera de les tres etapes d'alta muntanya per les Dolomites que acabaren clarificant el vencedor de la cursa. Els primers 50 quilòmetres són en continua ascensió, des dels 370 metres fins al pas de San Pellegrino (1.918 m), al quilòmetre 54,5, de primera categoria i rampes de fins al 15%. Al quilòmetre 123 hi ha el segon port del dia, el curt però dur pas del Redebus (1.457 m), amb 5 quilòmetres al 9,5%, de segona categoria. Per finalitzar l'etapa una altra ascensió fins al Refugi Panarotta, amb 17 quilòmetres d'ascensió i 1.300 metres de desnivell. Aquesta és la quarta vegada que el Giro finalitza en aquest indret, sent la darrera visita el 1966.
Etapa guanyada pel colombià Julián Arredondo (Trek Factory Racing), que formant part d'una escapada es va presentar en solitari al cim del Refugi Panarotta, seguit a 17" pel seu compatriota Fabio Duarte (Colombia). Amb aquesta victòria i els punts aconseguits en els ports precedents Arredondo s'assegura el mallot blau de la muntanya d'aquesta edició del Giro. En el grup de favorits Nairo Quintana (Movistar Team) no tingué problemes en mantenir el liderat, tot i els atacs de Pierre Rolland (Team Europcar). Cadel Evans (BMC Racing Team) fou el més perjudicat a la fi de l'etapa, baixant de la tercera a la novena posició en la general.
|    | Ciclista                | Equip                   | Temps      |
| -- | ----------------------- | ----------------------- | ---------- |
| 1  | Julián Arredondo (COL)  | Trek Factory Racing     | 4h 49' 51" |
| 2  | Fabio Duarte (COL)      | Colombia                | + 17"      |
| 3  | Philip Deignan (IRE)    | Team Sky                | + 37"      |
| 4  | Franco Pellizotti (ITA) | GW Erco Shimano         | + 1' 20"   |
| 5  | Edoardo Zardini (ITA)   | Bardiani CSF            | + 1' 24"   |
| 6  | Thomas De Gendt (BEL)   | Omega Pharma-Quick Step | + 1' 38"   |
| 7  | Ivan Basso (ITA)        | Cannondale              | + 1' 43"   |
| 8  | Dario Cataldo (ITA)     | Team Sky                | + 1' 59"   |
| 9  | Fabio Aru (ITA)         | Astana Qazaqstan Team   | + 2' 43"   |
| 10 | Nairo Quintana (COL)    | Movistar Team           | + 2' 46"   |

|    | Ciclista                 | Equip                   | Temps       |
| -- | ------------------------ | ----------------------- | ----------- |
| 1  | Nairo Quintana (COL)     | Movistar Team           | 77h 58' 08" |
| 2  | Rigoberto Urán (COL)     | Omega Pharma-Quick Step | + 1' 41"    |
| 3  | Pierre Rolland (FRA)     | Team Europcar           | + 3' 29"    |
| 4  | Fabio Aru (ITA)          | Astana Qazaqstan Team   | + 3' 31"    |
| 5  | Rafał Majka (POL)        | Team Tinkoff-Saxo       | + 3' 31"    |
| 6  | Domenico Pozzovivo (ITA) | AG2R La Mondiale        | + 3' 52"    |
| 7  | Ryder Hesjedal (CAN)     | Garmin-Sharp            | + 4' 32"    |
| 8  | Wilco Kelderman (NED)    | Belkin Pro Cycling Team | + 4' 37"    |
| 9  | Cadel Evans (AUS)        | BMC Racing Team         | + 4' 59"    |
| 10 | Robert Kišerlovski (CRO) | Trek Factory Racing     | + 8' 33"    |

### Etapa 19
30 de maig de 2014 — Bassano del Grappa - Mont Grappa, 26,8 km (contrarellotge individual)
Dura i llarga cronoescalada fins al cim del Mont Grappa que es pot dividir en dues parts. Els primers 7,5 quilòmetres són totalment plans, mentre els darrers 19,3 quilòmetres són de dura ascensió, al 8% de mitjana.
Com en totes les contrarellotges la sortida es va fer seguint l'ordre invers a la classificació general establerta el dia anterior. El primer ciclista a prendre la sortida va ser Jetse Bol (Belkin Pro Cycling Team). Els primers ciclistes a arribar feren uns temps molt discrets. Stefano Pirazzi (Bardiani CSF) va ser el primer a acostar-se a l'hora deu minuts, Tim Wellens (Lotto-Belisol) el primer a baixar-hi i Franco Pellizotti (GW Erco Shimano) el primer a baixar de l'hora nou minuts, però la victòria d'etapa se la jugaven els líders de la general, que en els temps intermedis estaven millorant tots els registres fets fins aleshores. Fabio Aru (Astana Qazaqstan Team) i Nairo Quintana (Movistar Team) feren el millors temps i finalment en la meta Quintana guanyà amb 17" sobre Aru i quasi un minut i mig sobre Rigoberto Uran (Omega Pharma-Quick Step), amb la qual cosa deixava sentenciat el Giro. L'exhibició d'Aru li va servir per situar-se a tan sols 43" de la segona posició final, mentre gairebé s'assegurava el podi en distanciar a Pierre Rolland (Team Europcar) en quasi dos minuts.
|    | Ciclista                 | Equip                   | Temps      |
| -- | ------------------------ | ----------------------- | ---------- |
| 1  | Nairo Quintana (COL)     | Movistar Team           | 1h 05' 37" |
| 2  | Fabio Aru (ITA)          | Astana Qazaqstan Team   | + 17"      |
| 3  | Rigoberto Uran (COL)     | Omega Pharma-Quick Step | + 1' 26"   |
| 4  | Pierre Rolland (FRA)     | Team Europcar           | + 1' 57"   |
| 5  | Domenico Pozzovivo (ITA) | AG2R La Mondiale        | + 2' 24"   |
| 6  | Franco Pellizotti (ITA)  | GW Erco Shimano         | + 3' 22"   |
| 7  | Rafał Majka (POL)        | Team Tinkoff-Saxo       | + 3' 28"   |
| 8  | Sebastián Henao (COL)    | Team Sky                | + 3' 48"   |
| 9  | Tim Wellens (BEL)        | Lotto-Belisol           | + 4' 00"   |
| 10 | Dario Cataldo (ITA)      | Team Sky                | + 4' 10"   |

|    | Ciclista                 | Equip                   | Temps       |
| -- | ------------------------ | ----------------------- | ----------- |
| 1  | Nairo Quintana (COL)     | Movistar Team           | 79h 03' 45" |
| 2  | Rigoberto Urán (COL)     | Omega Pharma-Quick Step | + 3' 07"    |
| 3  | Fabio Aru (ITA)          | Astana Qazaqstan Team   | + 3' 48"    |
| 4  | Pierre Rolland (FRA)     | Team Europcar           | + 5' 26"    |
| 5  | Domenico Pozzovivo (ITA) | AG2R La Mondiale        | + 6' 16"    |
| 6  | Rafał Majka (POL)        | Team Tinkoff-Saxo       | + 6' 59"    |
| 7  | Cadel Evans (AUS)        | BMC Racing Team         | + 9' 25"    |
| 8  | Wilco Kelderman (NED)    | Belkin Pro Cycling Team | + 9' 29"    |
| 9  | Ryder Hesjedal (CAN)     | Garmin-Sharp            | + 10' 11"   |
| 10 | Robert Kišerlovski (CRO) | Trek Factory Racing     | + 13' 59"   |

### Etapa 20
31 de maig de 2014 — Maniago - Mont Zoncolan, 167 km
Darrera etapa d'alta muntanya d'aquesta edició del Giro que ha d'acabar de determinar les posicions finals. L'etapa es pot dividir en dues parts. La primera meitat d'etapa és més aviat planera, mentre en la segona hi ha les tres dificultats muntanyoses de l'etapa: el pas del Pura (km 103,7) de primera categoria, el Sella Razzo (km 126,7) de segona i l'ascensió final fins al Mont Zoncolan, de primera, amb 10,1 km d'ascensió amb una mitjana superior al 12%, rampes de fins al 22% i un tram central de 6 km al 15%.
En el quilòmetre 8 d'etapa es forma una nombrosa escapada formada per 18 ciclistes, entre els quals hi havia Michael Rogers i Nicolas Roche (Team Tinkoff-Saxo), Franco Pellizotti (GW Erco Shimano), Dario Cataldo (Team Sky) o Francesco Manuel Bongiorno (Bardiani CSF). Aquests escapats arribaren plegats als peus del Zoncolan amb temps suficient per disputar-se la victòria d'etapa. Rogers, Pellizotti i Bongiorno van demostrar ser els més forts i marxaren en solitari cap a meta, però el mal comportament dels afeccionats italians va fer que Bongiorno hagués de posar peu a terra i no pogués seguir el ritme del Rogers, el qual es dirigí en solitari cap a la seva segona victòria d'etapa en aquesta edició del Giro. En el gran grup l'etapa va estar controlada en tot moment pels homes del Movistar Team. Igor Antón va comandar la primera part de l'ascensió al Zoncolan, per tot seguit ser els homes de l'Omega Pharma-Quick Step els que imprimissin un fort ritme. A manca de 3 quilòmetres Nairo Quintana va accelerar i sols fou seguit per Rigoberto Urán. Ambdós arribaren plegats a meta, amb la qual cosa Quintana confirmava la victòria en la general i Urán la segona posició. Fabio Aru va mantenir la tercera posició al podi.
|    | Ciclista                         | Equip             | Temps      |
| -- | -------------------------------- | ----------------- | ---------- |
| 1  | Michael Rogers (AUS)             | Team Tinkoff-Saxo | 4h 41' 55" |
| 2  | Franco Pellizotti (ITA)          | GW Erco Shimano   | + 38"      |
| 3  | Francesco Manuel Bongiorno (ITA) | Bardiani CSF      | + 49"      |
| 4  | Nicolas Roche (IRE)              | Team Tinkoff-Saxo | + 1' 35"   |
| 5  | Brent Bookwalter (USA)           | BMC Racing Team   | + 1' 37"   |
| 6  | Robinson Chalapud (COL)          | Colombia          | + 1' 46"   |
| 7  | Georg Preidler (AUT)             | Giant-Shimano     | + 1' 52"   |
| 8  | Maxime Monfort (BEL)             | Lotto-Belisol     | + 2' 12"   |
| 9  | Dario Cataldo (ITA)              | Team Sky          | + 2' 24"   |
| 10 | Simon Geschke (GER)              | Giant-Shimano     | + 2' 37"   |

|    | Ciclista                 | Equip                   | Temps       |
| -- | ------------------------ | ----------------------- | ----------- |
| 1  | Nairo Quintana (COL)     | Movistar Team           | 83h 50' 25" |
| 2  | Rigoberto Urán (COL)     | Omega Pharma-Quick Step | + 3' 07"    |
| 3  | Fabio Aru (ITA)          | Astana Qazaqstan Team   | + 4' 04"    |
| 4  | Pierre Rolland (FRA)     | Team Europcar           | + 5' 46"    |
| 5  | Domenico Pozzovivo (ITA) | AG2R La Mondiale        | + 6' 41"    |
| 6  | Rafał Majka (POL)        | Team Tinkoff-Saxo       | + 7' 13"    |
| 7  | Wilco Kelderman (NED)    | Belkin Pro Cycling Team | + 11' 09"   |
| 8  | Cadel Evans (AUS)        | BMC Racing Team         | + 12' 00"   |
| 9  | Ryder Hesjedal (CAN)     | Garmin-Sharp            | + 13' 35"   |
| 10 | Robert Kišerlovski (CRO) | Trek Factory Racing     | + 15' 49"   |

### Etapa 21
1 de juny de 2014 — Gemona del Friuli - Trieste, 167 km
Etapa plana, amb una sola cota de quarta categoria al quilòmetre 21,7 i un circuit final pels carrers de Trieste de 7,2 quilòmetres al qual hauran de donar set voltes.
Etapa final del Giro, sense més història que la victòria a l'esprint de Luka Mezgec (Giant-Shimano) per davant de Giacomo Nizzolo (Trek Factory Racing), segon en quatre etapes del Giro, i la confirmació de Nairo Quintana (Movistar Team) com a primer colombià en guanyar el Giro d'Itàlia. El millor espanyol en la general fou José Herrada (Movistar Team) en la vint-i-tresena posició. Que cap ciclista espanyol no es classifiqués entre els 20 primers en una gran volta no passava des del Tour de França de 1998, quan tots els equips espanyols es van retirar per l'afer Festina. Al Giro això no passava des del 1979.
|    | Ciclista                   | Equip                   | Temps      |
| -- | -------------------------- | ----------------------- | ---------- |
| 1  | Luka Mezgec (SLO)          | Giant-Shimano           | 4h 23' 58" |
| 2  | Giacomo Nizzolo (ITA)      | Trek Factory Racing     | m. t.      |
| 3  | Tyler Farrar (USA)         | Garmin-Sharp            | m. t.      |
| 4  | Nacer Bouhanni (FRA)       | FDJ                     | m. t.      |
| 5  | Roberto Ferrari (ITA)      | Lampre-Merida           | m. t.      |
| 6  | Leonardo Fabio Duque (COL) | Colombia                | m. t.      |
| 7  | Luca Paolini (ITA)         | Team Katusha            | m. t.      |
| 8  | Tosh Van Der Sande (BEL)   | Lotto-Belisol           | m. t.      |
| 9  | Borut Bozic (SLO)          | Astana Qazaqstan Team   | m. t.      |
| 10 | Iljo Keisse (BEL)          | Omega Pharma-Quick Step | m. t.      |

|    | Ciclista                 | Equip                   | Temps       |
| -- | ------------------------ | ----------------------- | ----------- |
| 1  | Nairo Quintana (COL)     | Movistar Team           | 88h 14' 32" |
| 2  | Rigoberto Urán (COL)     | Omega Pharma-Quick Step | + 2' 58"    |
| 3  | Fabio Aru (ITA)          | Astana Qazaqstan Team   | + 4' 04"    |
| 4  | Pierre Rolland (FRA)     | Team Europcar           | + 5' 46"    |
| 5  | Domenico Pozzovivo (ITA) | AG2R La Mondiale        | + 6' 32"    |
| 6  | Rafał Majka (POL)        | Team Tinkoff-Saxo       | + 7' 04"    |
| 7  | Wilco Kelderman (NED)    | Belkin Pro Cycling Team | + 11' 00"   |
| 8  | Cadel Evans (AUS)        | BMC Racing Team         | + 11' 51"   |
| 9  | Ryder Hesjedal (CAN)     | Garmin-Sharp            | + 13' 35"   |
| 10 | Robert Kišerlovski (CRO) | Trek Factory Racing     | + 15' 49"   |

## Classificacions finals

### Classificacions principals
|    | Ciclista                 | Equip                   | Temps       |
| -- | ------------------------ | ----------------------- | ----------- |
| 1  | Nairo Quintana (COL)     | Movistar Team           | 88h 14' 32" |
| 2  | Rigoberto Urán (COL)     | Omega Pharma-Quick Step | + 2' 58"    |
| 3  | Fabio Aru (ITA)          | Astana Qazaqstan Team   | + 4' 04"    |
| 4  | Pierre Rolland (FRA)     | Team Europcar           | + 5' 46"    |
| 5  | Domenico Pozzovivo (ITA) | AG2R La Mondiale        | + 6' 32"    |
| 6  | Rafał Majka (POL)        | Team Tinkoff-Saxo       | + 7' 04"    |
| 7  | Wilco Kelderman (NED)    | Belkin Pro Cycling Team | + 11' 00"   |
| 8  | Cadel Evans (AUS)        | BMC Racing Team         | + 11' 51"   |
| 9  | Ryder Hesjedal (CAN)     | Garmin-Sharp            | + 13' 35"   |
| 10 | Robert Kišerlovski (CRO) | Trek Factory Racing     | + 15' 49"   |

|    | Ciclista               | Equip               | Punts |
| -- | ---------------------- | ------------------- | ----- |
| 1  | Nacer Bouhanni (FRA)   | FDJ                 | 291   |
| 2  | Giacomo Nizzolo (ITA)  | Trek Factory Racing | 265   |
| 3  | Roberto Ferrari (ITA)  | Lampre-Merida       | 186   |
| 4  | Elia Viviani (ITA)     | Cannondale          | 174   |
| 5  | Ben Swift (GBR)        | Team Sky            | 135   |
| 6  | Luka Mezgec (SVN)      | Giant-Shimano       | 128   |
| 7  | Enrico Battaglin (ITA) | Bardiani CSF        | 108   |
| 8  | Tyler Farrar (USA)     | Garmin-Sharp        | 103   |
| 9  | Cadel Evans (AUS)      | BMC Racing Team     | 96    |
| 10 | Tim Wellens (BEL)      | Lotto-Belisol       | 94    |

|    | Ciclista                | Equip                 | Punts |
| -- | ----------------------- | --------------------- | ----- |
| 1  | Julián Arredondo (COL)  | Trek Factory Racing   | 173   |
| 2  | Dario Cataldo (ITA)     | Team Sky              | 132   |
| 3  | Nairo Quintana (COL)    | Movistar Team         | 88    |
| 4  | Tim Wellens (BEL)       | Lotto-Belisol         | 79    |
| 5  | Robinson Chalapud (COL) | Colombia              | 73    |
| 6  | Jonathan Monsalve (VEN) | Neri Sottoli          | 68    |
| 7  | Fabio Aru (ITA)         | Astana Qazaqstan Team | 57    |
| 8  | Pierre Rolland (FRA)    | Team Europcar         | 46    |
| 9  | Jarlinson Pantano (COL) | Colombia              | 43    |
| 10 | Franco Pellizotti (ITA) | GW Erco Shimano       | 42    |

|    | Ciclista              | Equip                   | Temps        |
| -- | --------------------- | ----------------------- | ------------ |
| 1  | Nairo Quintana (COL)  | Movistar Team           | 88h 14' 32"  |
| 2  | Fabio Aru (ITA)       | Astana Qazaqstan Team   | + 4' 04"     |
| 3  | Rafał Majka (POL)     | Team Tinkoff-Saxo       | + 7' 04"     |
| 4  | Wilco Kelderman (NED) | Belkin Pro Cycling Team | + 11' 00"    |
| 5  | Sebastián Henao (COL) | Team Sky                | + 56' 24"    |
| 6  | Georg Preidler (AUT)  | Giant-Shimano           | + 1h 05' 03" |
| 7  | Mikel Landa (ESP)     | Astana Qazaqstan Team   | + 1h 23' 06" |
| 8  | Marc Goos (NED)       | Belkin Pro Cycling Team | + 1h 30' 43" |
| 9  | Jan Polanc (SLO)      | Lampre-Merida           | + 1h 45' 31" |
| 10 | Paweł Poljański (POL) | Team Tinkoff-Saxo       | + 2h 04' 29" |

| Pos. | Equip                   | Temps        |
| ---- | ----------------------- | ------------ |
| 1    | AG2R La Mondiale        | 264h 30' 55" |
| 2    | Omega Pharma-Quick Step | + 19' 32"    |
| 3    | Team Tinkoff-Saxo       | + 27' 12"    |
| 4    | BMC Racing Team         | + 1h 08' 24" |
| 5    | Movistar Team           | + 1h 13' 52" |
| 6    | Astana Qazaqstan Team   | + 1h 26' 51" |
| 7    | Team Sky                | + 1h 28' 05" |
| 8    | Lampre-Merida           | + 1h 47' 02" |
| 9    | Team Europcar           | + 2h 04' 31" |
| 10   | Trek Factory Racing     | + 2h 14' 58" |

| Pos. | Equip                   | Punts |
| ---- | ----------------------- | ----- |
| 1    | Omega Pharma-Quick Step | 327   |
| 2    | Bardiani CSF            | 303   |
| 3    | Trek Factory Racing     | 294   |
| 4    | Team Sky                | 294   |
| 5    | AG2R La Mondiale        | 285   |
| 6    | Lampre-Merida           | 280   |
| 7    | Giant-Shimano           | 278   |
| 8    | Team Tinkoff-Saxo       | 262   |
| 9    | GW Erco Shimano         | 224   |
| 10   | BMC Racing Team         | 211   |

### Classificacions menors
Durant la disputa del Giro hi ha altres classificacions, els líders de les quals no reben cap mallot especial. Aquests serien els Traguardi Volante o esprints especials; Azzurri d'Itàlia; Fuga Pinarello; Esperit combatiu; Energy Prize i Joc net.
|   | Ciclista                 | Equip                   | Punts |
| - | ------------------------ | ----------------------- | ----- |
| 1 | Marco Bandiera (ITA)     | GW Erco Shimano         | 32    |
| 2 | Andrea Fedi (ITA)        | Neri Sottoli            | 26    |
| 3 | Maarten Tjallingii (NED) | Belkin Pro Cycling Team | 23    |

|   | Ciclista              | Equip               | Punts |
| - | --------------------- | ------------------- | ----- |
| 1 | Nacer Bouhanni (FRA)  | FDJ                 | 14    |
| 2 | Nairo Quintana (COL)  | Movistar Team       | 9     |
| 3 | Giacomo Nizzolo (ITA) | Trek Factory Racing | 9     |

|   | Ciclista                 | Equip                   | Punts |
| - | ------------------------ | ----------------------- | ----- |
| 1 | Andrea Fedi (ITA)        | Neri Sottoli            | 608   |
| 2 | Marco Bandiera (ITA)     | GW Erco Shimano         | 504   |
| 3 | Maarten Tjallingii (NED) | Belkin Pro Cycling Team | 430   |

|   | Ciclista               | Equip               | Punts |
| - | ---------------------- | ------------------- | ----- |
| 1 | Julián Arredondo (COL) | Trek Factory Racing | 37    |
| 2 | Nacer Bouhanni (FRA)   | FDJ                 | 34    |
| 3 | Tim Wellens (BEL)      | Lotto-Belisol       | 33    |

|   | Ciclista               | Equip                 | Punts |
| - | ---------------------- | --------------------- | ----- |
| 1 | Enrico Battaglin (ITA) | Bardiani CSF          | 16    |
| 2 | Nacer Bouhanni (FRA)   | FDJ                   | 14    |
| 3 | Fabio Aru (ITA)        | Astana Qazaqstan Team | 13    |

|   | Equip         | Punts penalització |
| - | ------------- | ------------------ |
| 1 | Cannondale    | 0                  |
| 2 | Garmin-Sharp  | 5                  |
| 3 | Lampre-Merida | 5                  |

### UCI World Tour
El Giro d'Itàlia atorga punts per l'UCI World Tour 2014 sols als ciclistes dels equips de categoria ProTeam.
| Position              | 1r  | 2n  | 3r  | 4t | 5è | 6è | 7è | 8è | 9è | 10è | 11è | 12è | 13è | 14è | 15è | 16è | 17è | 18è | 19è | 20è |
| Classificació general | 170 | 130 | 100 | 90 | 80 | 70 | 60 | 52 | 44 | 38  | 32  | 26  | 22  | 18  | 14  | 10  | 8   | 6   | 4   | 2   |
| Per etapa             | 16  | 8   | 4   | 2  | 1  |    |    |    |    |     |     |     |     |     |     |     |     |     |     |     |

| #  | Ciclista                 | Equip                   | Punts |
| -- | ------------------------ | ----------------------- | ----- |
| 1  | Nairo Quintana (COL)     | Movistar Team           | 208   |
| 2  | Rigoberto Urán (COL)     | Omega Pharma-Quick Step | 154   |
| 3  | Fabio Aru (ITA)          | Astana Qazaqstan Team   | 124   |
| 4  | Pierre Rolland (FRA)     | Team Europcar           | 98    |
| 5  | Domenico Pozzovivo (ITA) | AG2R La Mondiale        | 86    |
| 6  | Rafał Majka (POL)        | Team Tinkoff-Saxo       | 73    |
| 7  | Cadel Evans (AUS)        | BMC Racing Team         | 69    |
| 7  | Wilco Kelderman (NED)    | Belkin Pro Cycling Team | 68    |
| 8  | Nacer Bouhanni (FRA)     | FDJ                     | 61    |
| 9  | Ryder Hesjedal (CAN)     | Garmin-Sharp            | 52    |
| 10 | Robert Kišerlovski (CRO) | Trek Factory Racing     | 46    |

## Evolució de les classificacions
| Etapa | Vencedor         | Classificació general | Classificació per punts | Classificació de la muntanya | Classificació dels joves | Trofeu Fast Team        | Trofeu Super Team       |
| ----- | ---------------- | --------------------- | ----------------------- | ---------------------------- | ------------------------ | ----------------------- | ----------------------- |
| 1     | Orica-GreenEDGE  | Svein Tuft            | no entregat             | no entregat                  | Luke Durbridge           | Orica-GreenEDGE         | Orica-GreenEDGE         |
| 2     | Marcel Kittel    | Michael Matthews      | Marcel Kittel           | Maarten Tjallingii           | Michael Matthews         | Orica-GreenEDGE         | Orica-GreenEDGE         |
| 3     | Marcel Kittel    | Michael Matthews      | Marcel Kittel           | Maarten Tjallingii           | Michael Matthews         | Orica-GreenEDGE         | Team Sky                |
| 4     | Nacer Bouhanni   | Michael Matthews      | Nacer Bouhanni          | Maarten Tjallingii           | Michael Matthews         | Orica-GreenEDGE         | Giant-Shimano           |
| 5     | Diego Ulissi     | Michael Matthews      | Elia Viviani            | Maarten Tjallingii           | Michael Matthews         | Astana Qazaqstan Team   | Giant-Shimano           |
| 6     | Michael Matthews | Michael Matthews      | Elia Viviani            | Michael Matthews             | Michael Matthews         | BMC Racing Team         | Giant-Shimano           |
| 7     | Nacer Bouhanni   | Michael Matthews      | Nacer Bouhanni          | Michael Matthews             | Michael Matthews         | BMC Racing Team         | Giant-Shimano           |
| 8     | Diego Ulissi     | Cadel Evans           | Nacer Bouhanni          | Julián Arredondo             | Rafał Majka              | BMC Racing Team         | Trek Factory Racing     |
| 9     | Pieter Weening   | Cadel Evans           | Nacer Bouhanni          | Julián Arredondo             | Rafał Majka              | Omega Pharma-Quick Step | Lampre-Merida           |
| 10    | Nacer Bouhanni   | Cadel Evans           | Nacer Bouhanni          | Julián Arredondo             | Rafał Majka              | Omega Pharma-Quick Step | Lampre-Merida           |
| 11    | Michael Rogers   | Cadel Evans           | Nacer Bouhanni          | Julián Arredondo             | Rafał Majka              | Omega Pharma-Quick Step | Lampre-Merida           |
| 12    | Rigoberto Urán   | Rigoberto Urán        | Nacer Bouhanni          | Julián Arredondo             | Rafał Majka              | Omega Pharma-Quick Step | Lampre-Merida           |
| 13    | Marco Canola     | Rigoberto Urán        | Nacer Bouhanni          | Julián Arredondo             | Rafał Majka              | Omega Pharma-Quick Step | Lampre-Merida           |
| 14    | Enrico Battaglin | Rigoberto Urán        | Nacer Bouhanni          | Julián Arredondo             | Rafał Majka              | Omega Pharma-Quick Step | Lampre-Merida           |
| 15    | Fabio Aru        | Rigoberto Urán        | Nacer Bouhanni          | Julián Arredondo             | Rafał Majka              | Omega Pharma-Quick Step | Lampre-Merida           |
| 16    | Nairo Quintana   | Nairo Quintana        | Nacer Bouhanni          | Julián Arredondo             | Nairo Quintana           | AG2R La Mondiale        | Lampre-Merida           |
| 17    | Stefano Pirazzi  | Nairo Quintana        | Nacer Bouhanni          | Julián Arredondo             | Nairo Quintana           | AG2R La Mondiale        | Omega Pharma-Quick Step |
| 18    | Julián Arredondo | Nairo Quintana        | Nacer Bouhanni          | Julián Arredondo             | Nairo Quintana           | AG2R La Mondiale        | Omega Pharma-Quick Step |
| 19    | Nairo Quintana   | Nairo Quintana        | Nacer Bouhanni          | Julián Arredondo             | Nairo Quintana           | AG2R La Mondiale        | Omega Pharma-Quick Step |
| 20    | Michael Rogers   | Nairo Quintana        | Nacer Bouhanni          | Julián Arredondo             | Nairo Quintana           | AG2R La Mondiale        | Omega Pharma-Quick Step |
| 21    | Luka Mezgec      | Nairo Quintana        | Nacer Bouhanni          | Julián Arredondo             | Nairo Quintana           | AG2R La Mondiale        | Omega Pharma-Quick Step |
| Final | Final            | Nairo Quintana        | Nacer Bouhanni          | Julián Arredondo             | Nairo Quintana           | AG2R La Mondiale        | Omega Pharma-Quick Step |